# Llista d'asteroides (14001-15000)
Llista d'asteroides del 14.001 al 15.000, amb data de descoberta i descobridor. És un fragment de la llista d'asteroides completa. Als asteroides se'ls dona un número quan es confirma la seva òrbita, per tant apareixen llistats aproximadament segons la data de descobriment.

## 14001–14100
| Nom                    | Designació provisional | Data de descobriment    | Descobridor/s                        |
| ---------------------- | ---------------------- | ----------------------- | ------------------------------------ |
| (14001)                | 1993 KR                | 26 de maig del 1993     | S. Otomo                             |
| (14002)                | 1993 LW1               | 15 de juny del 1993     | H. E. Holt                           |
| (14003)                | 1993 OO4               | 20 de juliol del 1993   | E. W. Elst                           |
| (14004)                | 1993 SK2               | 19 de setembre del 1993 | K. Endate, K. Watanabe               |
| (14005)                | 1993 SO3               | 22 de setembre del 1993 | O. A. Naranjo                        |
| (14006)                | 1993 SA4               | 18 de setembre del 1993 | K. Endate, K. Watanabe               |
| (14007)                | 1993 TH14              | 9 d'octubre del 1993    | E. W. Elst                           |
| (14008)                | 1993 TD17              | 9 d'octubre del 1993    | E. W. Elst                           |
| (14009)                | 1993 TQ36              | 13 d'octubre del 1993   | H. E. Holt                           |
| (14010)                | 1993 UL                | 16 d'octubre del 1993   | K. Endate, K. Watanabe               |
| (14011)                | 1993 US                | 22 d'octubre del 1993   | T. Urata                             |
| (14012)                | 1993 XG                | 6 de desembre del 1993  | T. Seki                              |
| (14013)                | 1993 YF                | 17 de desembre del 1993 | T. Kobayashi                         |
| (14014) Münchhausen    | 1994 AL16              | 14 de gener del 1994    | F. Börngen                           |
| (14015)                | 1994 BD4               | 16 de gener del 1994    | E. W. Elst, C. Pollas                |
| (14016) Steller        | 1994 BJ4               | 16 de gener del 1994    | E. W. Elst, C. Pollas                |
| (14017)                | 1994 NS                | 4 de juliol del 1994    | Y. Shimizu, T. Urata                 |
| (14018)                | 1994 PM14              | 10 d'agost del 1994     | E. W. Elst                           |
| (14019)                | 1994 PP16              | 10 d'agost del 1994     | E. W. Elst                           |
| (14020)                | 1994 PE18              | 10 d'agost del 1994     | E. W. Elst                           |
| (14021)                | 1994 PL20              | 12 d'agost del 1994     | E. W. Elst                           |
| (14022)                | 1994 PW27              | 12 d'agost del 1994     | E. W. Elst                           |
| (14023)                | 1994 PX31              | 12 d'agost del 1994     | E. W. Elst                           |
| (14024) Procol Harum   | 1994 RZ                | 9 de setembre del 1994  | P. Sicoli, P. Ghezzi                 |
| (14025) Fallada        | 1994 RR11              | 2 de setembre del 1994  | F. Börngen                           |
| (14026) Esquerdo       | 1994 ST7               | 28 de setembre del 1994 | Spacewatch                           |
| (14027)                | 1994 TJ1               | 2 d'octubre del 1994    | K. Endate, K. Watanabe               |
| (14028)                | 1994 TZ14              | 5 d'octubre del 1994    | K. Endate, K. Watanabe               |
| (14029)                | 1994 UC1               | 31 d'octubre del 1994   | Y. Shimizu, T. Urata                 |
| (14030)                | 1994 UP1               | 25 d'octubre del 1994   | S. Ueda, H. Kaneda                   |
| (14031)                | 1994 WF2               | 26 de novembre del 1994 | K. Endate, K. Watanabe               |
| (14032)                | 1994 XP                | 4 de desembre del 1994  | M. Koishikawa                        |
| (14033)                | 1994 YR                | 28 de desembre del 1994 | T. Kobayashi                         |
| (14034)                | 1995 BW                | 25 de gener del 1995    | T. Kobayashi                         |
| (14035)                | 1995 CJ                | 1 de febrer del 1995    | T. Kobayashi                         |
| (14036)                | 1995 EY7               | 5 de març del 1995      | M. Hirasawa, S. Suzuki               |
| (14037)                | 1995 EZ7               | 5 de març del 1995      | M. Hirasawa, S. Suzuki               |
| (14038)                | 1995 HR                | 27 d'abril del 1995     | S. Ueda, H. Kaneda                   |
| (14039)                | 1995 KZ1               | 28 de maig del 1995     | E. F. Helin                          |
| (14040) Andrejka       | 1995 QD2               | 23 d'agost del 1995     | A. Galád, A. Pravda                  |
| (14041) Dürrenmatt     | 1995 SO54              | 21 de setembre del 1995 | F. Börngen                           |
| (14042) Agafonov       | 1995 UG5               | 16 d'octubre del 1995   | T. V. Kryachko                       |
| (14043)                | 1995 UA45              | 20 d'octubre del 1995   | N. Kawasato                          |
| (14044)                | 1995 VS1               | 1 de novembre del 1995  | S. Otomo                             |
| (14045)                | 1995 VW1               | 4 de novembre del 1995  | Beijing Schmidt CCD Asteroid Program |
| (14046)                | 1995 WE5               | 17 de novembre del 1995 | T. Okuni                             |
| (14047)                | 1995 WG5               | 18 de novembre del 1995 | K. Endate, K. Watanabe               |
| (14048)                | 1995 WS7               | 27 de novembre del 1995 | T. Kobayashi                         |
| (14049)                | 1995 XH1               | 15 de desembre del 1995 | T. Kobayashi                         |
| (14050)                | 1995 YH1               | 21 de desembre del 1995 | T. Kobayashi                         |
| (14051)                | 1995 YY1               | 21 de desembre del 1995 | T. Kobayashi                         |
| (14052)                | 1995 YH3               | 27 de desembre del 1995 | T. Kobayashi                         |
| (14053)                | 1995 YS25              | 27 de desembre del 1995 | W. Bickel                            |
| (14054) Dušek          | 1996 AR                | 12 de gener del 1996    | Kleť                                 |
| (14055)                | 1996 AS                | 10 de gener del 1996    | T. Kobayashi                         |
| (14056) Kainar         | 1996 AO1               | 13 de gener del 1996    | Kleť                                 |
| (14057) Manfredstoll   | 1996 AV1               | 15 de gener del 1996    | E. Meyer, E. Obermair                |
| (14058)                | 1996 AP15              | 14 de gener del 1996    | Beijing Schmidt CCD Asteroid Program |
| (14059)                | 1996 BB2               | 25 de gener del 1996    | T. Kobayashi                         |
| (14060) Patersonewen   | 1996 BM5               | 18 de gener del 1996    | Spacewatch                           |
| (14061)                | 1996 CT7               | 13 de febrer del 1996   | U. Munari, M. Tombelli               |
| (14062) Cremaschini    | 1996 CR8               | 14 de febrer del 1996   | U. Munari, M. Tombelli               |
| (14063)                | 1996 DZ                | 21 de febrer del 1996   | T. Kobayashi                         |
| (14064)                | 1996 DT3               | 16 de febrer del 1996   | E. W. Elst                           |
| (14065) Flegel         | 1996 EY5               | 11 de març del 1996     | Spacewatch                           |
| (14066)                | 1996 FA4               | 20 de març del 1996     | AMOS                                 |
| (14067)                | 1996 GY17              | 15 d'abril del 1996     | E. W. Elst                           |
| (14068) Hauserová      | 1996 HP1               | 21 d'abril del 1996     | J. Tichá, M. Tichý                   |
| (14069) Krasheninnikov | 1996 HP18              | 18 d'abril del 1996     | E. W. Elst                           |
| (14070)                | 1996 JC1               | 14 de maig del 1996     | NEAT                                 |
| (14071) Gadabird       | 1996 JK13              | 11 de maig del 1996     | Spacewatch                           |
| (14072) Volterra       | 1996 KN                | 21 de maig del 1996     | P. G. Comba                          |
| (14073)                | 1996 KO1               | 17 de maig del 1996     | Beijing Schmidt CCD Asteroid Program |
| (14074) Riccati        | 1996 NS                | 11 de juliol del 1996   | Osservatorio San Vittore             |
| (14075) Kenwill        | 1996 OJ                | 18 de juliol del 1996   | G. R. Viscome                        |
| (14076)                | 1996 OO1               | 20 de juliol del 1996   | Beijing Schmidt CCD Asteroid Program |
| (14077)                | 1996 PF1               | 9 d'agost del 1996      | A. Vagnozzi                          |
| (14078)                | 1997 FQ3               | 31 de març del 1997     | LINEAR                               |
| (14079)                | 1997 FV3               | 31 de març del 1997     | LINEAR                               |
| (14080) Heppenheim     | 1997 GB                | 1 d'abril del 1997      | Starkenburg                          |
| (14081)                | 1997 GT18              | 3 d'abril del 1997      | LINEAR                               |
| (14082)                | 1997 GK21              | 6 d'abril del 1997      | LINEAR                               |
| (14083)                | 1997 GH22              | 6 d'abril del 1997      | LINEAR                               |
| (14084)                | 1997 GX23              | 6 d'abril del 1997      | LINEAR                               |
| (14085)                | 1997 GA37              | 3 d'abril del 1997      | LINEAR                               |
| (14086)                | 1997 GC38              | 6 d'abril del 1997      | LINEAR                               |
| (14087)                | 1997 HG10              | 30 d'abril del 1997     | LINEAR                               |
| (14088) Ancus          | 1997 JB10              | 3 de maig del 1997      | V. S. Casulli                        |
| (14089)                | 1997 JC14              | 8 de maig del 1997      | Beijing Schmidt CCD Asteroid Program |
| (14090)                | 1997 MS3               | 28 de juny del 1997     | LINEAR                               |
| (14091)                | 1997 MQ4               | 28 de juny del 1997     | LINEAR                               |
| (14092) Gaily          | 1997 MC8               | 29 de juny del 1997     | Spacewatch                           |
| (14093)                | 1997 OM                | 26 de juliol del 1997   | G. R. Viscome                        |
| (14094) Garneau        | 1997 OJ1               | 28 de juliol del 1997   | Spacewatch                           |
| (14095)                | 1997 PE2               | 7 d'agost del 1997      | K. A. Williams                       |
| (14096)                | 1997 PC4               | 4 d'agost del 1997      | H. Mikuž                             |
| (14097) Capdepera      | 1997 PU4               | 11 d'agost del 1997     | A. López, R. Pacheco                 |
| (14098) Šimek          | 1997 QS                | 24 d'agost del 1997     | A. Galád, A. Pravda                  |
| (14099)                | 1997 RQ3               | 5 de setembre del 1997  | Y. Shimizu, T. Urata                 |
| (14100) Weierstrass    | 1997 RQ5               | 8 de setembre del 1997  | P. G. Comba                          |

## 14101–14200
| Nom                     | Designació provisional | Data de descobriment    | Descobridor/s                        |
| ----------------------- | ---------------------- | ----------------------- | ------------------------------------ |
| (14101)                 | 1997 SD1               | 19 de setembre del 1997 | Beijing Schmidt CCD Asteroid Program |
| (14102)                 | 1997 SG25              | 29 de setembre del 1997 | Y. Shimizu, T. Urata                 |
| (14103)                 | 1997 TC                | 1 d'octubre del 1997    | P. Sicoli, A. Testa                  |
| (14104)                 | 1997 TV                | 2 d'octubre del 1997    | V. Giuliani                          |
| (14105)                 | 1997 TS17              | 6 d'octubre del 1997    | K. Endate, K. Watanabe               |
| (14106)                 | 1997 UO24              | 27 d'octubre del 1997   | W. Bickel                            |
| (14107)                 | 1997 VM5               | 8 de novembre del 1997  | T. Kobayashi                         |
| (14108)                 | 1998 OA13              | 26 de juliol del 1998   | E. W. Elst                           |
| (14109)                 | 1998 OM14              | 26 de juliol del 1998   | E. W. Elst                           |
| (14110)                 | 1998 QA23              | 17 d'agost del 1998     | LINEAR                               |
| (14111) Kimamos         | 1998 QA24              | 17 d'agost del 1998     | LINEAR                               |
| (14112)                 | 1998 QZ25              | 25 d'agost del 1998     | Višnjan Observatory                  |
| (14113)                 | 1998 QD32              | 17 d'agost del 1998     | LINEAR                               |
| (14114) Randyray        | 1998 QE35              | 17 d'agost del 1998     | LINEAR                               |
| (14115) Melaas          | 1998 QO36              | 17 d'agost del 1998     | LINEAR                               |
| (14116) Ogea            | 1998 QC40              | 17 d'agost del 1998     | LINEAR                               |
| (14117)                 | 1998 QD42              | 17 d'agost del 1998     | LINEAR                               |
| (14118)                 | 1998 QF45              | 17 d'agost del 1998     | LINEAR                               |
| (14119) Johnprince      | 1998 QU46              | 17 d'agost del 1998     | LINEAR                               |
| (14120) Espenak         | 1998 QJ54              | 27 d'agost del 1998     | LONEOS                               |
| (14121) Stüwe           | 1998 QM54              | 27 d'agost del 1998     | LONEOS                               |
| (14122) Josties         | 1998 QA55              | 27 d'agost del 1998     | LONEOS                               |
| (14123)                 | 1998 QA56              | 29 d'agost del 1998     | Višnjan Observatory                  |
| (14124) Kamil           | 1998 QN60              | 28 d'agost del 1998     | L. Šarounová                         |
| (14125)                 | 1998 QT62              | 27 d'agost del 1998     | Beijing Schmidt CCD Asteroid Program |
| (14126)                 | 1998 QZ90              | 28 d'agost del 1998     | LINEAR                               |
| (14127)                 | 1998 QA91              | 28 d'agost del 1998     | LINEAR                               |
| (14128)                 | 1998 QX92              | 28 d'agost del 1998     | LINEAR                               |
| (14129) Dibucci         | 1998 QO95              | 19 d'agost del 1998     | LINEAR                               |
| (14130)                 | 1998 QQ103             | 26 d'agost del 1998     | E. W. Elst                           |
| (14131)                 | 1998 QN105             | 25 d'agost del 1998     | E. W. Elst                           |
| (14132)                 | 1998 QB106             | 25 d'agost del 1998     | E. W. Elst                           |
| (14133)                 | 1998 RJ17              | 14 de setembre del 1998 | LINEAR                               |
| (14134) Penkala         | 1998 RP42              | 14 de setembre del 1998 | LINEAR                               |
| (14135) Cynthialang     | 1998 RZ62              | 14 de setembre del 1998 | LINEAR                               |
| (14136)                 | 1998 RM67              | 14 de setembre del 1998 | LINEAR                               |
| (14137)                 | 1998 RB71              | 14 de setembre del 1998 | LINEAR                               |
| (14138)                 | 1998 RL71              | 14 de setembre del 1998 | LINEAR                               |
| (14139)                 | 1998 RX72              | 14 de setembre del 1998 | LINEAR                               |
| (14140)                 | 1998 RS73              | 14 de setembre del 1998 | LINEAR                               |
| (14141) Demeautis       | 1998 SR1               | 16 de setembre del 1998 | ODAS                                 |
| (14142)                 | 1998 SG10              | 17 de setembre del 1998 | ODAS                                 |
| (14143) Hadfield        | 1998 SQ18              | 18 de setembre del 1998 | Spacewatch                           |
| (14144)                 | 1998 SQ22              | 23 de setembre del 1998 | Višnjan Observatory                  |
| (14145) Sciam           | 1998 SE24              | 17 de setembre del 1998 | LONEOS                               |
| (14146) Hughmaclean     | 1998 SP42              | 28 de setembre del 1998 | Spacewatch                           |
| (14147) Wenlingshuguang | 1998 SG43              | 23 de setembre del 1998 | Beijing Schmidt CCD Asteroid Program |
| (14148) Jimchamberlin   | 1998 SO45              | 25 de setembre del 1998 | Spacewatch                           |
| (14149) Yakowitz        | 1998 SF61              | 17 de setembre del 1998 | LONEOS                               |
| (14150)                 | 1998 SQ65              | 20 de setembre del 1998 | E. W. Elst                           |
| (14151)                 | 1998 SJ73              | 21 de setembre del 1998 | E. W. Elst                           |
| (14152)                 | 1998 SV73              | 21 de setembre del 1998 | E. W. Elst                           |
| (14153) Dianecaplain    | 1998 SA80              | 26 de setembre del 1998 | LINEAR                               |
| (14154) Negrelli        | 1998 SZ106             | 26 de setembre del 1998 | LINEAR                               |
| (14155) Cibronen        | 1998 SK122             | 26 de setembre del 1998 | LINEAR                               |
| (14156)                 | 1998 SV131             | 26 de setembre del 1998 | LINEAR                               |
| (14157) Pamelasobey     | 1998 SA133             | 26 de setembre del 1998 | LINEAR                               |
| (14158) Alananderson    | 1998 SZ133             | 26 de setembre del 1998 | LINEAR                               |
| (14159)                 | 1998 SV141             | 26 de setembre del 1998 | LINEAR                               |
| (14160)                 | 1998 SB144             | 18 de setembre del 1998 | E. W. Elst                           |
| (14161)                 | 1998 SO145             | 20 de setembre del 1998 | E. W. Elst                           |
| (14162)                 | 1998 TV1               | 14 d'octubre del 1998   | K. Korlević                          |
| (14163) Johnchapman     | 1998 TY20              | 13 d'octubre del 1998   | Spacewatch                           |
| (14164) Hennigar        | 1998 TH29              | 15 d'octubre del 1998   | Spacewatch                           |
| (14165)                 | 1998 UZ                | 19 d'octubre del 1998   | T. Stafford                          |
| (14166)                 | 1998 UZ6               | 21 d'octubre del 1998   | K. Korlević                          |
| (14167)                 | 1998 UL8               | 24 d'octubre del 1998   | T. Kobayashi                         |
| (14168)                 | 1998 UR15              | 23 d'octubre del 1998   | K. Korlević                          |
| (14169)                 | 1998 UZ24              | 25 d'octubre del 1998   | F. B. Zoltowski                      |
| (14170)                 | 1998 VF6               | 11 de novembre del 1998 | Y. Shimizu, T. Urata                 |
| (14171)                 | 1998 VO6               | 11 de novembre del 1998 | Y. Shimizu, T. Urata                 |
| (14172) Amanolivere     | 1998 VN8               | 10 de novembre del 1998 | LINEAR                               |
| (14173)                 | 1998 VL9               | 10 de novembre del 1998 | LINEAR                               |
| (14174) Deborahsmall    | 1998 VO13              | 10 de novembre del 1998 | LINEAR                               |
| (14175)                 | 1998 VO18              | 10 de novembre del 1998 | LINEAR                               |
| (14176)                 | 1998 VB28              | 10 de novembre del 1998 | LINEAR                               |
| (14177)                 | 1998 VU29              | 10 de novembre del 1998 | LINEAR                               |
| (14178)                 | 1998 VK30              | 10 de novembre del 1998 | LINEAR                               |
| (14179) Skinner         | 1998 VM32              | 15 de novembre del 1998 | I. P. Griffin                        |
| (14180)                 | 1998 WY5               | 20 de novembre del 1998 | T. Kobayashi                         |
| (14181) Koromházi       | 1998 WX6               | 20 de novembre del 1998 | K. Sárneczky, L. Kiss                |
| (14182) Alley           | 1998 WG12              | 21 de novembre del 1998 | LINEAR                               |
| (14183)                 | 1998 WA18              | 21 de novembre del 1998 | LINEAR                               |
| (14184)                 | 1998 WA32              | 21 de novembre del 1998 | LINEAR                               |
| (14185) Van Ness        | 1998 WK32              | 21 de novembre del 1998 | LONEOS                               |
| (14186) Virgiliofos     | 1998 XP2               | 7 de desembre del 1998  | A. Boattini, L. Tesi                 |
| (14187)                 | 1998 XS9               | 14 de desembre del 1998 | K. Korlević                          |
| (14188)                 | 1998 XP11              | 13 de desembre del 1998 | T. Kobayashi                         |
| (14189) Sèvre           | 1998 XB14              | 15 de desembre del 1998 | ODAS                                 |
| (14190) Soldán          | 1998 XS15              | 15 de desembre del 1998 | M. Tichý, Z. Moravec                 |
| (14191)                 | 1998 XR28              | 14 de desembre del 1998 | LINEAR                               |
| (14192)                 | 1998 XA33              | 14 de desembre del 1998 | LINEAR                               |
| (14193)                 | 1998 XZ40              | 14 de desembre del 1998 | LINEAR                               |
| (14194)                 | 1998 XU50              | 14 de desembre del 1998 | LINEAR                               |
| (14195)                 | 1998 XD51              | 14 de desembre del 1998 | LINEAR                               |
| (14196)                 | 1998 XH59              | 15 de desembre del 1998 | LINEAR                               |
| (14197)                 | 1998 XK72              | 14 de desembre del 1998 | LINEAR                               |
| (14198)                 | 1998 XZ73              | 14 de desembre del 1998 | LINEAR                               |
| (14199)                 | 1998 XV77              | 15 de desembre del 1998 | LINEAR                               |
| (14200)                 | 1998 XY77              | 15 de desembre del 1998 | LINEAR                               |

## 14201–14300
| Nom                    | Designació provisional | Data de descobriment    | Descobridor/s                                          |
| ---------------------- | ---------------------- | ----------------------- | ------------------------------------------------------ |
| (14201)                | 1998 XR92              | 15 de desembre del 1998 | LINEAR                                                 |
| (14202)                | 1998 YF3               | 17 de desembre del 1998 | T. Kobayashi                                           |
| (14203) Hocking        | 1998 YT20              | 25 de desembre del 1998 | Spacewatch                                             |
| (14204)                | 1999 AM20              | 12 de gener del 1999    | F. B. Zoltowski                                        |
| (14205)                | 1999 BC4               | 18 de gener del 1999    | T. Kagawa                                              |
| (14206) Sehnal         | 1999 CL10              | 15 de febrer del 1999   | M. Tichý, Z. Moravec                                   |
| (14207)                | 1999 CS18              | 10 de febrer del 1999   | LINEAR                                                 |
| (14208)                | 1999 CR64              | 12 de febrer del 1999   | LINEAR                                                 |
| (14209)                | 1999 CV81              | 12 de febrer del 1999   | LINEAR                                                 |
| (14210)                | 1999 CO99              | 10 de febrer del 1999   | LINEAR                                                 |
| (14211)                | 1999 NT1               | 12 de juliol del 1999   | LINEAR                                                 |
| (14212)                | 1999 NW39              | 14 de juliol del 1999   | LINEAR                                                 |
| (14213)                | 1999 NX54              | 12 de juliol del 1999   | LINEAR                                                 |
| (14214) Hirsch         | 1999 RP86              | 7 de setembre del 1999  | LINEAR                                                 |
| (14215)                | 1999 TV6               | 6 d'octubre del 1999    | K. Korlević, M. Jurić                                  |
| (14216)                | 1999 VW1               | 4 de novembre del 1999  | T. Kagawa                                              |
| (14217) Oaxaca         | 1999 VV19              | 10 de novembre del 1999 | J. M. Roe                                              |
| (14218)                | 1999 VS30              | 3 de novembre del 1999  | LINEAR                                                 |
| (14219)                | 1999 VY77              | 3 de novembre del 1999  | LINEAR                                                 |
| (14220)                | 1999 VE115             | 9 de novembre del 1999  | CSS                                                    |
| (14221)                | 1999 WL                | 16 de novembre del 1999 | T. Kobayashi                                           |
| (14222)                | 1999 WS1               | 25 de novembre del 1999 | K. Korlević                                            |
| (14223) Dolby          | 1999 XW1               | 3 de desembre del 1999  | C. W. Juels                                            |
| (14224) Gaede          | 1999 XU33              | 6 de desembre del 1999  | LINEAR                                                 |
| (14225) Alisahamilton  | 1999 XZ49              | 7 de desembre del 1999  | LINEAR                                                 |
| (14226) Hamura         | 1999 XR50              | 7 de desembre del 1999  | LINEAR                                                 |
| (14227)                | 1999 XW85              | 7 de desembre del 1999  | LINEAR                                                 |
| (14228)                | 1999 XQ88              | 7 de desembre del 1999  | LINEAR                                                 |
| (14229)                | 1999 XV94              | 7 de desembre del 1999  | LINEAR                                                 |
| (14230) Mariahines     | 1999 XF100             | 7 de desembre del 1999  | LINEAR                                                 |
| (14231)                | 1999 XD102             | 7 de desembre del 1999  | LINEAR                                                 |
| (14232)                | 1999 XJ120             | 5 de desembre del 1999  | CSS                                                    |
| (14233)                | 1999 XM169             | 10 de desembre del 1999 | LINEAR                                                 |
| (14234) Davidhoover    | 1999 XZ182             | 12 de desembre del 1999 | LINEAR                                                 |
| (14235)                | 1999 XA187             | 12 de desembre del 1999 | LINEAR                                                 |
| (14236)                | 1999 XZ200             | 12 de desembre del 1999 | LINEAR                                                 |
| (14237)                | 1999 YU9               | 31 de desembre del 1999 | T. Kobayashi                                           |
| (14238) d'Artagnan     | 1999 YX13              | 31 de desembre del 1999 | C. W. Juels                                            |
| (14239)                | 2000 AL2               | 3 de gener del 2000     | T. Kobayashi                                           |
| (14240)                | 2000 AP2               | 3 de gener del 2000     | T. Kobayashi                                           |
| (14241)                | 2000 AO5               | 5 de gener del 2000     | K. Korlević                                            |
| (14242)                | 2000 AE25              | 3 de gener del 2000     | LINEAR                                                 |
| (14243)                | 2000 AH29              | 3 de gener del 2000     | LINEAR                                                 |
| (14244) Labnow         | 2000 AT29              | 3 de gener del 2000     | LINEAR                                                 |
| (14245)                | 2000 AS31              | 3 de gener del 2000     | LINEAR                                                 |
| (14246)                | 2000 AN50              | 6 de gener del 2000     | K. Korlević                                            |
| (14247)                | 2000 AV55              | 4 de gener del 2000     | LINEAR                                                 |
| (14248)                | 2000 AF56              | 4 de gener del 2000     | LINEAR                                                 |
| (14249)                | 2000 AW57              | 4 de gener del 2000     | LINEAR                                                 |
| (14250) Kathleenmartin | 2000 AJ63              | 4 de gener del 2000     | LINEAR                                                 |
| (14251)                | 2000 AX63              | 4 de gener del 2000     | LINEAR                                                 |
| (14252) Audreymeyer    | 2000 AD64              | 4 de gener del 2000     | LINEAR                                                 |
| (14253)                | 2000 AL64              | 4 de gener del 2000     | LINEAR                                                 |
| (14254)                | 2000 AT64              | 4 de gener del 2000     | LINEAR                                                 |
| (14255)                | 2000 AS70              | 5 de gener del 2000     | LINEAR                                                 |
| (14256)                | 2000 AA96              | 4 de gener del 2000     | LINEAR                                                 |
| (14257)                | 2000 AR97              | 4 de gener del 2000     | LINEAR                                                 |
| (14258) Katrinaminck   | 2000 AM116             | 5 de gener del 2000     | LINEAR                                                 |
| (14259)                | 2000 AQ117             | 5 de gener del 2000     | LINEAR                                                 |
| (14260)                | 2000 AF119             | 5 de gener del 2000     | LINEAR                                                 |
| (14261)                | 2000 AB121             | 5 de gener del 2000     | LINEAR                                                 |
| (14262) Kratzer        | 2000 AC125             | 5 de gener del 2000     | LINEAR                                                 |
| (14263)                | 2000 AA127             | 5 de gener del 2000     | LINEAR                                                 |
| (14264)                | 2000 AH142             | 5 de gener del 2000     | LINEAR                                                 |
| (14265)                | 2000 AV142             | 5 de gener del 2000     | LINEAR                                                 |
| (14266)                | 2000 AG143             | 5 de gener del 2000     | LINEAR                                                 |
| (14267) Zook           | 2000 AJ153             | 6 de gener del 2000     | LONEOS                                                 |
| (14268)                | 2000 AK156             | 3 de gener del 2000     | LINEAR                                                 |
| (14269)                | 2000 AH182             | 7 de gener del 2000     | LINEAR                                                 |
| (14270)                | 2000 AB189             | 8 de gener del 2000     | LINEAR                                                 |
| (14271)                | 2000 AN233             | 4 de gener del 2000     | LINEAR                                                 |
| (14272)                | 2000 AZ234             | 5 de gener del 2000     | LINEAR                                                 |
| (14273)                | 2000 BY14              | 31 de gener del 2000    | T. Kobayashi                                           |
| (14274) Landstreet     | 2000 BL21              | 29 de gener del 2000    | Spacewatch                                             |
| (142) Dianemurray      | 2000 BR26              | 30 de gener del 2000    | LINEAR                                                 |
| (14276)                | 2000 CF2               | 2 de febrer del 2000    | T. Kobayashi                                           |
| (14277) Parsa          | 2000 CS13              | 2 de febrer del 2000    | LINEAR                                                 |
| (14278) Perrenot       | 2000 CV29              | 2 de febrer del 2000    | LINEAR                                                 |
| (14279)                | 2000 CD65              | 3 de febrer del 2000    | LINEAR                                                 |
| (14280)                | 2000 CN72              | 6 de febrer del 2000    | K. Korlević                                            |
| (14281)                | 2000 CR92              | 6 de febrer del 2000    | LINEAR                                                 |
| 14(282 -)              | 2097 P-L               | 24 de setembre del 1960 | C. J. van Houten, I. van Houten-Groeneveld, T. Gehrels |
| (14283)                | 2206 P-L               | 24 de setembre del 1960 | C. J. van Houten, I. van Houten-Groeneveld, T. Gehrels |
| (14284)                | 2530 P-L               | 24 de setembre del 1960 | C. J. van Houten, I. van Houten-Groeneveld, T. Gehrels |
| (14285)                | 2566 P-L               | 24 de setembre del 1960 | C. J. van Houten, I. van Houten-Groeneveld, T. Gehrels |
| (14286)                | 2577 P-L               | 24 de setembre del 1960 | C. J. van Houten, I. van Houten-Groeneveld, T. Gehrels |
| (14287)                | 2777 P-L               | 24 de setembre del 1960 | C. J. van Houten, I. van Houten-Groeneveld, T. Gehrels |
| (14288)                | 2796 P-L               | 26 de setembre del 1960 | C. J. van Houten, I. van Houten-Groeneveld, T. Gehrels |
| (14289)                | 4648 P-L               | 24 de setembre del 1960 | C. J. van Houten, I. van Houten-Groeneveld, T. Gehrels |
| (14290)                | 9072 P-L               | 17 d'octubre del 1960   | C. J. van Houten, I. van Houten-Groeneveld, T. Gehrels |
| (14291)                | 1104 T-1               | 25 de març del 1971     | C. J. van Houten, I. van Houten-Groeneveld, T. Gehrels |
| (14292)                | 1148 T-1               | 25 de març del 1971     | C. J. van Houten, I. van Houten-Groeneveld, T. Gehrels |
| (14293)                | 2307 T-1               | 25 de març del 1971     | C. J. van Houten, I. van Houten-Groeneveld, T. Gehrels |
| (14294)                | 3306 T-1               | 26 de març del 1971     | C. J. van Houten, I. van Houten-Groeneveld, T. Gehrels |
| (14295)                | 4161 T-1               | 26 de març del 1971     | C. J. van Houten, I. van Houten-Groeneveld, T. Gehrels |
| (14296)                | 4298 T-1               | 26 de març del 1971     | C. J. van Houten, I. van Houten-Groeneveld, T. Gehrels |
| (14297)                | 2124 T-2               | 29 de setembre del 1973 | C. J. van Houten, I. van Houten-Groeneveld, T. Gehrels |
| (14298)                | 2144 T-2               | 29 de setembre del 1973 | C. J. van Houten, I. van Houten-Groeneveld, T. Gehrels |
| (14299)                | 3162 T-2               | 30 de setembre del 1973 | C. J. van Houten, I. van Houten-Groeneveld, T. Gehrels |
| (14300)                | 3336 T-2               | 25 de setembre del 1973 | C. J. van Houten, I. van Houten-Groeneveld, T. Gehrels |

## 14301–14400
| Nom                     | Designació provisional | Data de descobriment    | Descobridor/s                                          |
| ----------------------- | ---------------------- | ----------------------- | ------------------------------------------------------ |
| (14301)                 | 5205 T-2               | 25 de setembre del 1973 | C. J. van Houten, I. van Houten-Groeneveld, T. Gehrels |
| (14302)                 | 5482 T-2               | 30 de setembre del 1973 | C. J. van Houten, I. van Houten-Groeneveld, T. Gehrels |
| (14303)                 | 1144 T-3               | 17 d'octubre del 1977   | C. J. van Houten, I. van Houten-Groeneveld, T. Gehrels |
| (14304)                 | 3417 T-3               | 16 d'octubre del 1977   | C. J. van Houten, I. van Houten-Groeneveld, T. Gehrels |
| (14305)                 | 3437 T-3               | 16 d'octubre del 1977   | C. J. van Houten, I. van Houten-Groeneveld, T. Gehrels |
| (14306)                 | 4327 T-3               | 16 d'octubre del 1977   | C. J. van Houten, I. van Houten-Groeneveld, T. Gehrels |
| (14307)                 | 4336 T-3               | 16 d'octubre del 1977   | C. J. van Houten, I. van Houten-Groeneveld, T. Gehrels |
| (14308)                 | 5193 T-3               | 16 d'octubre del 1977   | C. J. van Houten, I. van Houten-Groeneveld, T. Gehrels |
| (14309) Defoy           | A908 SA                | 22 de setembre del 1908 | J. Palisa                                              |
| (14310)                 | 1966 PP                | 7 d'agost del 1966      | Boyden Observatory                                     |
| (14311)                 | 1971 UK1               | 26 d'octubre del 1971   | L. Kohoutek                                            |
| (14312) Polytech        | 1976 UN2               | 26 d'octubre del 1976   | T. M. Smirnova                                         |
| (14313) Dodaira         | 1976 UZ7               | 22 d'octubre del 1976   | H. Kosai, K. Hurukawa                                  |
| (14314) Tokigawa        | 1977 DQ3               | 18 de febrer del 1977   | H. Kosai, K. Hurukawa                                  |
| (14315) Ogawamachi      | 1977 EL5               | 12 de març del 1977     | H. Kosai, K. Hurukawa                                  |
| (14316) Higashichichibu | 1977 ES7               | 12 de març del 1977     | H. Kosai, K. Hurukawa                                  |
| (14317) Antonov         | 1978 PC3               | 8 d'agost del 1978      | Nikolai Txernikh                                       |
| (14318)                 | 1978 SD3               | 26 de setembre del 1978 | L. V. Zhuravleva                                       |
| (14319)                 | 1978 US5               | 27 d'octubre del 1978   | C. M. Olmstead                                         |
| (14320)                 | 1978 UV7               | 27 d'octubre del 1978   | C. M. Olmstead                                         |
| (14321)                 | 1978 VT9               | 7 de novembre del 1978  | E. F. Helin, S. J. Bus                                 |
| (14322) Shakura         | 1978 YM                | 22 de desembre del 1978 | Nikolai Txernikh                                       |
| (14323)                 | 1979 MV1               | 25 de juny del 1979     | E. F. Helin, S. J. Bus                                 |
| (14324)                 | 1979 MK6               | 25 de juny del 1979     | E. F. Helin, S. J. Bus                                 |
| (14325)                 | 1979 MM6               | 25 de juny del 1979     | E. F. Helin, S. J. Bus                                 |
| (14326)                 | 1980 BA                | 21 de gener del 1980    | Harvard Observatory                                    |
| (14327) Lemke           | 1980 FE2               | 16 de març del 1980     | C.-I. Lagerkvist                                       |
| (14328)                 | 1980 VH                | 8 de novembre del 1980  | E. Bowell                                              |
| (14329)                 | 1981 EY10              | 1 de març del 1981      | S. J. Bus                                              |
| (14330)                 | 1981 EG21              | 2 de març del 1981      | S. J. Bus                                              |
| (14331)                 | 1981 EC26              | 2 de març del 1981      | S. J. Bus                                              |
| (14332)                 | 1981 EX26              | 2 de març del 1981      | S. J. Bus                                              |
| (14333)                 | 1981 ED34              | 1 de març del 1981      | S. J. Bus                                              |
| (14334)                 | 1981 EE38              | 1 de març del 1981      | S. J. Bus                                              |
| (14335) Alexosipov      | 1981 RR3               | 3 de setembre del 1981  | Nikolai Txernikh                                       |
| (14336)                 | 1981 UU29              | 24 d'octubre del 1981   | S. J. Bus                                              |
| (14337)                 | 1981 WJ9               | 16 de novembre del 1981 | Perth Observatory                                      |
| (14338) Shibakoukan     | 1982 VP3               | 14 de novembre del 1982 | H. Kosai, K. Hurukawa                                  |
| (14339)                 | 1983 GU                | 10 d'abril del 1983     | L. I. Chernykh                                         |
| (14340)                 | 1983 RQ3               | 2 de setembre del 1983  | H. Debehogne                                           |
| (14341)                 | 1983 RV3               | 4 de setembre del 1983  | H. Debehogne                                           |
| (14342) Iglika          | 1984 SL                | 23 de setembre del 1984 | Bulgarian National Observatory                         |
| (14343)                 | 1984 SM5               | 18 de setembre del 1984 | H. Debehogne                                           |
| (14344)                 | 1985 CP2               | 15 de febrer del 1985   | H. Debehogne                                           |
| (14345)                 | 1985 PO                | 14 d'agost del 1985     | E. Bowell                                              |
| (14346) Zhilyaev        | 1985 QG5               | 23 d'agost del 1985     | Nikolai Txernikh                                       |
| (14347)                 | 1985 RL4               | 11 de setembre del 1985 | H. Debehogne                                           |
| (14348)                 | 1985 UO3               | 20 d'octubre del 1985   | C.-I. Lagerkvist                                       |
| (14349) Nikitamikhalkov | 1985 UQ4               | 22 d'octubre del 1985   | L. V. Zhuravleva                                       |
| (14350)                 | 1985 VA1               | 1 de novembre del 1985  | R. M. West                                             |
| (14351)                 | 1986 RF3               | 6 de setembre del 1986  | E. Bowell                                              |
| (14352)                 | 1987 DK6               | 23 de febrer del 1987   | H. Debehogne                                           |
| (14353)                 | 1987 DN6               | 23 de febrer del 1987   | H. Debehogne                                           |
| (14354) Kolesnikov      | 1987 QX7               | 21 d'agost del 1987     | E. W. Elst                                             |
| (14355)                 | 1987 SL5               | 30 de setembre del 1987 | P. Jensen                                              |
| (14356)                 | 1987 SF6               | 21 de setembre del 1987 | Z. Vávrová                                             |
| (14357)                 | 1987 UR                | 22 d'octubre del 1987   | K. Suzuki, T. Urata                                    |
| (14358)                 | 1988 BY3               | 19 de gener del 1988    | H. Debehogne                                           |
| (14359)                 | 1988 CU1               | 11 de febrer del 1988   | E. W. Elst                                             |
| (14360) Ipatov          | 1988 CV4               | 13 de febrer del 1988   | E. W. Elst                                             |
| (14361) Boscovich       | 1988 DE                | 17 de febrer del 1988   | Osservatorio San Vittore                               |
| (14362)                 | 1988 MH                | 16 de juny del 1988     | E. F. Helin                                            |
| (14363)                 | 1988 RB2               | 8 de setembre del 1988  | A. Mrkos                                               |
| (14364)                 | 1988 RM2               | 8 de setembre del 1988  | P. Jensen                                              |
| (14365) Jeanpaul        | 1988 RZ2               | 8 de setembre del 1988  | F. Börngen                                             |
| (14366) Wilhelmraabe    | 1988 RX3               | 8 de setembre del 1988  | F. Börngen                                             |
| (14367) Hippokrates     | 1988 RY3               | 8 de setembre del 1988  | F. Börngen                                             |
| (14368)                 | 1988 TK                | 3 d'octubre del 1988    | S. Ueda, H. Kaneda                                     |
| (14369)                 | 1988 UV                | 18 d'octubre del 1988   | S. Ueda, H. Kaneda                                     |
| (14370)                 | 1988 VR2               | 12 de novembre del 1988 | E. F. Helin                                            |
| (14371)                 | 1988 XX2               | 12 de desembre del 1988 | P. Jensen                                              |
| (14372) Paulgerhardt    | 1989 AD6               | 9 de gener del 1989     | F. Börngen                                             |
| (14373)                 | 1989 LT                | 3 de juny del 1989      | E. F. Helin                                            |
| (14374)                 | 1989 SA                | 21 de setembre del 1989 | R. H. McNaught                                         |
| (14375)                 | 1989 SU                | 29 de setembre del 1989 | S. Ueda, H. Kaneda                                     |
| (14376)                 | 1989 ST10              | 28 de setembre del 1989 | H. Debehogne                                           |
| (14377)                 | 1989 TX2               | 7 d'octubre del 1989    | E. W. Elst                                             |
| (14378)                 | 1989 TA16              | 4 d'octubre del 1989    | H. Debehogne                                           |
| (14379)                 | 1989 UM4               | 22 d'octubre del 1989   | A. Mrkos                                               |
| (14380)                 | 1989 UC6               | 30 d'octubre del 1989   | S. J. Bus                                              |
| (14381)                 | 1990 CE                | 1 de febrer del 1990    | A. Sugie                                               |
| (14382) Woszczyk        | 1990 ES6               | 2 de març del 1990      | H. Debehogne                                           |
| (14383)                 | 1990 OY3               | 27 de juliol del 1990   | H. E. Holt                                             |
| (14384)                 | 1990 OH4               | 24 de juliol del 1990   | H. E. Holt                                             |
| (14385)                 | 1990 QG1               | 22 d'agost del 1990     | H. E. Holt                                             |
| (14386)                 | 1990 QN2               | 22 d'agost del 1990     | H. E. Holt                                             |
| (14387)                 | 1990 QE5               | 25 d'agost del 1990     | H. E. Holt                                             |
| (14388)                 | 1990 QO5               | 29 d'agost del 1990     | H. E. Holt                                             |
| (14389)                 | 1990 QR5               | 26 d'agost del 1990     | H. E. Holt                                             |
| (14390)                 | 1990 QP10              | 26 d'agost del 1990     | H. E. Holt                                             |
| (14391)                 | 1990 RE2               | 14 de setembre del 1990 | H. E. Holt                                             |
| (14392)                 | 1990 RS6               | 11 de setembre del 1990 | H. Debehogne                                           |
| (14393)                 | 1990 SX6               | 22 de setembre del 1990 | E. W. Elst                                             |
| (14394)                 | 1990 SP15              | 18 de setembre del 1990 | H. E. Holt                                             |
| (14395) Tommorgan       | 1990 TN3               | 15 d'octubre del 1990   | E. F. Helin                                            |
| (14396)                 | 1990 UX4               | 16 d'octubre del 1990   | E. W. Elst                                             |
| (14397)                 | 1990 VS4               | 15 de novembre del 1990 | E. W. Elst                                             |
| (14398)                 | 1990 VT6               | 14 de novembre del 1990 | E. W. Elst                                             |
| (14399)                 | 1990 WN4               | 16 de novembre del 1990 | E. W. Elst                                             |
| (14400) Baudot          | 1990 WO4               | 16 de novembre del 1990 | E. W. Elst                                             |

## 14401–14500
| Nom                  | Designació provisional | Data de descobriment    | Descobridor/s                 |
| -------------------- | ---------------------- | ----------------------- | ----------------------------- |
| (14401)              | 1990 XV                | 15 de desembre del 1990 | K. Endate, K. Watanabe        |
| (14402)              | 1991 DB                | 18 de febrer del 1991   | E. F. Helin                   |
| (14403)              | 1991 GM8               | 8 d'abril del 1991      | E. W. Elst                    |
| (14404)              | 1991 NQ6               | 11 de juliol del 1991   | H. Debehogne                  |
| (14405)              | 1991 PE8               | 5 d'agost del 1991      | H. E. Holt                    |
| (14406)              | 1991 PP8               | 5 d'agost del 1991      | H. E. Holt                    |
| (14407)              | 1991 PQ8               | 5 d'agost del 1991      | H. E. Holt                    |
| (14408)              | 1991 PC16              | 6 d'agost del 1991      | H. E. Holt                    |
| (14409)              | 1991 RM1               | 5 de setembre del 1991  | R. H. McNaught                |
| (14410)              | 1991 RR1               | 7 de setembre del 1991  | S. Ueda, H. Kaneda            |
| (14411)              | 1991 RE2               | 6 de setembre del 1991  | E. W. Elst                    |
| (14412) Wolflojewski | 1991 RU2               | 9 de setembre del 1991  | L. D. Schmadel, F. Börngen    |
| (14413) Geiger       | 1991 RT3               | 5 de setembre del 1991  | F. Börngen, L. D. Schmadel    |
| (14414)              | 1991 RF6               | 13 de setembre del 1991 | H. E. Holt                    |
| (14415)              | 1991 RQ7               | 13 de setembre del 1991 | S. Ueda, H. Kaneda            |
| (14416)              | 1991 RU7               | 8 de setembre del 1991  | Oak Ridge Observatory         |
| (14417)              | 1991 RN13              | 13 de setembre del 1991 | H. E. Holt                    |
| (14418)              | 1991 RU16              | 15 de setembre del 1991 | H. E. Holt                    |
| (14419)              | 1991 RK23              | 15 de setembre del 1991 | H. E. Holt                    |
| (14420) Massey       | 1991 SM                | 30 de setembre del 1991 | R. H. McNaught                |
| (14421)              | 1991 SA1               | 30 de setembre del 1991 | R. H. McNaught                |
| (14422)              | 1991 SK2               | 16 de setembre del 1991 | H. E. Holt                    |
| (14423)              | 1991 SM2               | 16 de setembre del 1991 | H. E. Holt                    |
| (14424) Laval        | 1991 SR3               | 30 de setembre del 1991 | Spacewatch                    |
| (14425)              | 1991 TJ2               | 13 d'octubre del 1991   | M. Hirasawa, S. Suzuki        |
| (14426)              | 1991 UO2               | 29 d'octubre del 1991   | K. Endate, K. Watanabe        |
| (14427)              | 1991 VJ2               | 9 de novembre del 1991  | S. Ueda, H. Kaneda            |
| (14428) Lazaridis    | 1991 VM12              | 8 de novembre del 1991  | Spacewatch                    |
| (14429) Coyne        | 1991 XC                | 3 de desembre del 1991  | C. S. Shoemaker, D. H. Levy   |
| (14430)              | 1992 CH                | 10 de febrer del 1992   | N. Kawasato                   |
| (14431)              | 1992 DX8               | 29 de febrer del 1992   | UESAC                         |
| (14432)              | 1992 EA6               | 2 de març del 1992      | UESAC                         |
| (14433)              | 1992 EE8               | 2 de març del 1992      | UESAC                         |
| (14434)              | 1992 ER11              | 6 de març del 1992      | UESAC                         |
| (14435)              | 1992 ED13              | 2 de març del 1992      | UESAC                         |
| (14436)              | 1992 FC2               | 23 de març del 1992     | K. Endate, K. Watanabe        |
| (14437)              | 1992 GD3               | 4 d'abril del 1992      | E. W. Elst                    |
| (14438) MacLean      | 1992 HC2               | 27 d'abril del 1992     | Spacewatch                    |
| (14439)              | 1992 RE2               | 2 de setembre del 1992  | E. W. Elst                    |
| (14440)              | 1992 RF5               | 2 de setembre del 1992  | E. W. Elst                    |
| (14441)              | 1992 SJ                | 21 de setembre del 1992 | M. Yanai, K. Watanabe         |
| (14442)              | 1992 SR25              | 30 de setembre del 1992 | H. E. Holt                    |
| (14443)              | 1992 TV                | 1 d'octubre del 1992    | M. Yanai, K. Watanabe         |
| (14444)              | 1992 TG1               | 2 d'octubre del 1992    | A. Sugie                      |
| (14445)              | 1992 UZ3               | 26 d'octubre del 1992   | K. Endate, K. Watanabe        |
| (14446) Kinkowan     | 1992 UP6               | 31 d'octubre del 1992   | M. Mukai, M. Takeishi         |
| (14447)              | 1992 VL                | 2 de novembre del 1992  | K. Endate, K. Watanabe        |
| (14448)              | 1992 VQ                | 2 de novembre del 1992  | S. Ueda, H. Kaneda            |
| (14449)              | 1992 WE1               | 16 de novembre del 1992 | K. Endate, K. Watanabe        |
| (14450)              | 1992 WZ1               | 18 de novembre del 1992 | S. Ueda, H. Kaneda            |
| (14451)              | 1992 WR5               | 27 de novembre del 1992 | S. Ueda, H. Kaneda            |
| (14452)              | 1992 WB9               | 25 de novembre del 1992 | H. E. Holt                    |
| (14453)              | 1993 FV7               | 17 de març del 1993     | UESAC                         |
| (14454)              | 1993 FX17              | 17 de març del 1993     | UESAC                         |
| (14455)              | 1993 FB18              | 17 de març del 1993     | UESAC                         |
| (14456)              | 1993 FK20              | 19 de març del 1993     | UESAC                         |
| (14457)              | 1993 FR23              | 21 de març del 1993     | UESAC                         |
| (14458)              | 1993 FX25              | 21 de març del 1993     | UESAC                         |
| (14459)              | 1993 FY27              | 21 de març del 1993     | UESAC                         |
| (14460)              | 1993 FZ40              | 19 de març del 1993     | UESAC                         |
| (14461)              | 1993 FL54              | 17 de març del 1993     | UESAC                         |
| (14462)              | 1993 GA                | 2 d'abril del 1993      | M. Stockmaster, T. J. Balonek |
| (14463) McCarter     | 1993 GA1               | 15 d'abril del 1993     | Spacewatch                    |
| (14464)              | 1993 HC1               | 21 d'abril del 1993     | R. H. McNaught                |
| (14465)              | 1993 NB                | 15 de juliol del 1993   | S. Otomo                      |
| (14466) Hodge        | 1993 OY2               | 25 de juliol del 1993   | M. Hammergren                 |
| (14467)              | 1993 OP3               | 20 de juliol del 1993   | E. W. Elst                    |
| (14468)              | 1993 OS12              | 19 de juliol del 1993   | E. W. Elst                    |
| (14469)              | 1993 RK                | 12 de setembre del 1993 | K. Endate, K. Watanabe        |
| (14470)              | 1993 RV7               | 15 de setembre del 1993 | E. W. Elst                    |
| (14471)              | 1993 SG1               | 21 de setembre del 1993 | R. H. McNaught                |
| (14472)              | 1993 SQ14              | 22 de setembre del 1993 | T. B. Spahr                   |
| (14473)              | 1993 TL17              | 9 d'octubre del 1993    | E. W. Elst                    |
| (14474)              | 1993 TL25              | 9 d'octubre del 1993    | E. W. Elst                    |
| (14475)              | 1993 VT                | 14 de novembre del 1993 | T. Kobayashi                  |
| (14476)              | 1993 XW2               | 14 de desembre del 1993 | PCAS                          |
| (14477)              | 1994 CN                | 2 de febrer del 1994    | H. Shiozawa, T. Urata         |
| (14478)              | 1994 CF2               | 12 de febrer del 1994   | T. Kobayashi                  |
| (14479) Plekhanov    | 1994 CQ13              | 8 de febrer del 1994    | E. W. Elst                    |
| (14480)              | 1994 PU1               | 11 d'agost del 1994     | S. Otomo                      |
| (14481)              | 1994 PO12              | 10 d'agost del 1994     | E. W. Elst                    |
| (14482)              | 1994 PK15              | 10 d'agost del 1994     | E. W. Elst                    |
| (14483)              | 1994 PZ22              | 12 d'agost del 1994     | E. W. Elst                    |
| (14484)              | 1994 PU32              | 12 d'agost del 1994     | E. W. Elst                    |
| (14485)              | 1994 RK11              | 11 de setembre del 1994 | S. Otomo                      |
| (14486) Tuscia       | 1994 TE                | 4 d'octubre del 1994    | L. Tesi, G. Cattani           |
| (14487)              | 1994 TU2               | 2 d'octubre del 1994    | K. Endate, K. Watanabe        |
| (14488)              | 1994 TF15              | 13 d'octubre del 1994   | S. Otomo                      |
| (14489)              | 1994 UW                | 31 d'octubre del 1994   | Y. Shimizu, T. Urata          |
| (14490)              | 1994 US2               | 31 d'octubre del 1994   | S. Ueda, H. Kaneda            |
| (14491)              | 1994 VY2               | 4 de novembre del 1994  | K. Endate, K. Watanabe        |
| (14492)              | 1994 VM6               | 4 de novembre del 1994  | K. Endate, K. Watanabe        |
| (14493)              | 1994 WP3               | 26 de novembre del 1994 | Y. Shimizu, T. Urata          |
| (14494)              | 1994 YJ2               | 30 de desembre del 1994 | S. Ueda, H. Kaneda            |
| (14495)              | 1995 AK1               | 6 de gener del 1995     | M. Hirasawa, S. Suzuki        |
| (14496)              | 1995 BK4               | 28 de gener del 1995    | S. Ueda, H. Kaneda            |
| (14497)              | 1995 DD                | 20 de febrer del 1995   | T. Kobayashi                  |
| (14498)              | 1995 DO2               | 28 de febrer del 1995   | V. S. Casulli                 |
| (14499) Satotoshio   | 1995 VR1               | 15 de novembre del 1995 | K. Endate, K. Watanabe        |
| (14500) Kibo         | 1995 WO7               | 27 de novembre del 1995 | T. Kobayashi                  |

## 14501–14600
| Nom                     | Designació provisional | Data de descobriment    | Descobridor/s                        |
| ----------------------- | ---------------------- | ----------------------- | ------------------------------------ |
| (14501) Tetsuokojima    | 1995 WA8               | 29 de novembre del 1995 | T. Kobayashi                         |
| (14502) Morden          | 1995 WB22              | 17 de novembre del 1995 | Spacewatch                           |
| (14503)                 | 1995 WW42              | 25 de novembre del 1995 | S. Ueda, H. Kaneda                   |
| (14504) Tsujimura       | 1995 YL3               | 27 de desembre del 1995 | T. Kobayashi                         |
| (14505)                 | 1996 AW4               | 12 de gener del 1996    | Spacewatch                           |
| (14506)                 | 1996 BL2               | 26 de gener del 1996    | T. Kobayashi                         |
| (14507)                 | 1996 CQ1               | 14 de febrer del 1996   | Višnjan Observatory                  |
| (14508)                 | 1996 DH2               | 23 de febrer del 1996   | T. Kobayashi                         |
| (14509) Lučenec         | 1996 ER2               | 9 de març del 1996      | A. Galád, A. Pravda                  |
| (14510)                 | 1996 ES2               | 15 de març del 1996     | NEAT                                 |
| (14511) Nickel          | 1996 EU3               | 11 de març del 1996     | Spacewatch                           |
| (14512)                 | 1996 GL1               | 6 d'abril del 1996      | Beijing Schmidt CCD Asteroid Program |
| (14513)                 | 1996 GK17              | 15 d'abril del 1996     | E. W. Elst                           |
| (14514)                 | 1996 GA18              | 15 d'abril del 1996     | E. W. Elst                           |
| (14515)                 | 1996 HL1               | 21 d'abril del 1996     | T. Okuni                             |
| (14516)                 | 1996 HM11              | 17 d'abril del 1996     | E. W. Elst                           |
| (14517) Monitoma        | 1996 LJ1               | 13 de juny del 1996     | P. Pravec                            |
| (14518)                 | 1996 RZ30              | 13 de setembre del 1996 | Uppsala-DLR Trojan Survey            |
| (14519) Ural            | 1996 TT38              | 8 d'octubre del 1996    | E. W. Elst                           |
| (14520)                 | 1997 GC11              | 3 d'abril del 1997      | LINEAR                               |
| (14521)                 | 1997 GL15              | 3 d'abril del 1997      | LINEAR                               |
| (14522)                 | 1997 GS21              | 6 d'abril del 1997      | LINEAR                               |
| (14523)                 | 1997 GV21              | 6 d'abril del 1997      | LINEAR                               |
| (14524)                 | 1997 GK23              | 6 d'abril del 1997      | LINEAR                               |
| (14525)                 | 1997 GV35              | 6 d'abril del 1997      | LINEAR                               |
| (14526) Xenocrates      | 1997 JT3               | 6 de maig del 1997      | P. G. Comba                          |
| (14527)                 | 1997 JD12              | 3 de maig del 1997      | E. W. Elst                           |
| (14528)                 | 1997 JN15              | 3 de maig del 1997      | E. W. Elst                           |
| (14529)                 | 1997 NR2               | 6 de juliol del 1997    | G. R. Viscome                        |
| (14530)                 | 1997 PR                | 1 d'agost del 1997      | F. B. Zoltowski                      |
| (14531)                 | 1997 PM2               | 7 d'agost del 1997      | G. R. Viscome                        |
| (14532)                 | 1997 QM                | 25 d'agost del 1997     | Z. Moravec                           |
| (14533) Roy             | 1997 QY                | 24 d'agost del 1997     | P. Antonini                          |
| (14534)                 | 1997 QE2               | 27 d'agost del 1997     | Y. Shimizu, T. Urata                 |
| (14535) Kazuyukihanda   | 1997 RF                | 1 de setembre del 1997  | H. Abe                               |
| (14536)                 | 1997 RY2               | 3 de setembre del 1997  | F. B. Zoltowski                      |
| (14537) Týn nad Vltavou | 1997 RL7               | 10 de setembre del 1997 | M. Tichý, Z. Moravec                 |
| (14538)                 | 1997 RR8               | 12 de setembre del 1997 | Beijing Schmidt CCD Asteroid Program |
| (14539) Clocke Roeland  | 1997 RU9               | 10 de setembre del 1997 | T. Pauwels                           |
| (14540)                 | 1997 RJ10              | 13 de setembre del 1997 | Beijing Schmidt CCD Asteroid Program |
| (14541)                 | 1997 SF                | 20 de setembre del 1997 | Kleť                                 |
| (14542) Karitskaya      | 1997 SW9               | 29 de setembre del 1997 | R. A. Tucker                         |
| (14543) Sajigawasuiseki | 1997 SF11              | 28 de setembre del 1997 | Saji                                 |
| (14544)                 | 1997 SG21              | 29 de setembre del 1997 | Spacewatch                           |
| (14545)                 | 1997 SK25              | 29 de setembre del 1997 | Y. Shimizu, T. Urata                 |
| (14546)                 | 1997 TM18              | 3 d'octubre del 1997    | Beijing Schmidt CCD Asteroid Program |
| (14547)                 | 1997 TF19              | 8 d'octubre del 1997    | T. Kagawa, T. Urata                  |
| (14548)                 | 1997 TJ24              | 5 d'octubre del 1997    | Beijing Schmidt CCD Asteroid Program |
| (14549)                 | 1997 TM27              | 8 d'octubre del 1997    | S. Otomo                             |
| (14550) Lehký           | 1997 UU7               | 27 d'octubre del 1997   | L. Šarounová                         |
| (14551) Itagaki         | 1997 UN8               | 22 d'octubre del 1997   | T. Okuni                             |
| (14552)                 | 1997 UX20              | 24 d'octubre del 1997   | Beijing Schmidt CCD Asteroid Program |
| (14553)                 | 1997 UD25              | 27 d'octubre del 1997   | S. Otomo                             |
| (14554)                 | 1997 UE25              | 27 d'octubre del 1997   | S. Otomo                             |
| (14555)                 | 1997 VQ                | 1 de novembre del 1997  | K. Endate, K. Watanabe               |
| (14556)                 | 1997 VN1               | 1 de novembre del 1997  | S. Ueda, H. Kaneda                   |
| (14557)                 | 1997 VG8               | 15 de novembre del 1997 | F. B. Zoltowski                      |
| (14558) Wangganchang    | 1997 WG1               | 19 de novembre del 1997 | Beijing Schmidt CCD Asteroid Program |
| (14559)                 | 1997 WP28              | 29 de novembre del 1997 | P. Pravec                            |
| (14560)                 | 1997 WB33              | 29 de novembre del 1997 | LINEAR                               |
| (14561)                 | 1997 WC34              | 29 de novembre del 1997 | LINEAR                               |
| (14562)                 | 1997 YQ19              | 27 de desembre del 1997 | Beijing Schmidt CCD Asteroid Program |
| (14563)                 | 1998 AV5               | 8 de gener del 1998     | ODAS                                 |
| (14564)                 | 1998 BX13              | 26 de gener del 1998    | Spacewatch                           |
| (14565)                 | 1998 EQ10              | 1 de març del 1998      | E. W. Elst                           |
| (14566) Hokuleʻa        | 1998 MY7               | 19 de juny del 1998     | LONEOS                               |
| (14567) Nicovincenti    | 1998 MQ8               | 19 de juny del 1998     | LINEAR                               |
| (14568) Zanotta         | 1998 OK                | 19 de juliol del 1998   | A. Boattini, M. Tombelli             |
| (14569)                 | 1998 QB32              | 17 d'agost del 1998     | LINEAR                               |
| (14570) Burkam          | 1998 QS37              | 17 d'agost del 1998     | LINEAR                               |
| (14571) Caralexander    | 1998 QC45              | 17 d'agost del 1998     | LINEAR                               |
| (14572) Armando         | 1998 QX54              | 27 d'agost del 1998     | LONEOS                               |
| (14573) Montebugnoli    | 1998 QD55              | 27 d'agost del 1998     | LONEOS                               |
| (14574) Payette         | 1998 QR58              | 30 d'agost del 1998     | Spacewatch                           |
| (14575) Jamesblanc      | 1998 QC92              | 28 d'agost del 1998     | LINEAR                               |
| (14576) Jefholley       | 1998 QO92              | 28 d'agost del 1998     | LINEAR                               |
| (14577)                 | 1998 QN93              | 28 d'agost del 1998     | LINEAR                               |
| (14578)                 | 1998 QO93              | 28 d'agost del 1998     | LINEAR                               |
| (14579)                 | 1998 QZ99              | 26 d'agost del 1998     | E. W. Elst                           |
| (14580)                 | 1998 QW101             | 26 d'agost del 1998     | E. W. Elst                           |
| (14581)                 | 1998 RT4               | 14 de setembre del 1998 | LINEAR                               |
| (14582) Conlin          | 1998 RK49              | 14 de setembre del 1998 | LINEAR                               |
| (14583) Lester          | 1998 RN61              | 14 de setembre del 1998 | LINEAR                               |
| (14584) Lawson          | 1998 RH63              | 14 de setembre del 1998 | LINEAR                               |
| (14585)                 | 1998 RX64              | 14 de setembre del 1998 | LINEAR                               |
| (14586)                 | 1998 RN70              | 14 de setembre del 1998 | LINEAR                               |
| (14587)                 | 1998 RW70              | 14 de setembre del 1998 | LINEAR                               |
| (14588) Pharrams        | 1998 RH73              | 14 de setembre del 1998 | LINEAR                               |
| (14589) Stevenbyrnes    | 1998 RW79              | 14 de setembre del 1998 | LINEAR                               |
| (14590)                 | 1998 RL80              | 14 de setembre del 1998 | LINEAR                               |
| (14591)                 | 1998 SZ21              | 23 de setembre del 1998 | Višnjan Observatory                  |
| (14592)                 | 1998 SV22              | 20 de setembre del 1998 | F. B. Zoltowski                      |
| (14593) Everett         | 1998 SA26              | 22 de setembre del 1998 | LONEOS                               |
| (14594) Jindrašilhán    | 1998 SS26              | 24 de setembre del 1998 | P. Pravec                            |
| (14595) Peaker          | 1998 SW32              | 23 de setembre del 1998 | Spacewatch                           |
| (14596) Bergstralh      | 1998 SC55              | 16 de setembre del 1998 | LONEOS                               |
| (14597) Waynerichie     | 1998 SV57              | 17 de setembre del 1998 | LONEOS                               |
| (14598) Larrysmith      | 1998 SU60              | 17 de setembre del 1998 | LONEOS                               |
| (14599)                 | 1998 SV64              | 20 de setembre del 1998 | E. W. Elst                           |
| (14600)                 | 1998 SG73              | 21 de setembre del 1998 | E. W. Elst                           |

## 14601–14700
| Nom                   | Designació provisional | Data de descobriment    | Descobridor/s                        |
| --------------------- | ---------------------- | ----------------------- | ------------------------------------ |
| (14601)               | 1998 SU73              | 21 de setembre del 1998 | E. W. Elst                           |
| (14602)               | 1998 SW74              | 21 de setembre del 1998 | E. W. Elst                           |
| (14603)               | 1998 SK115             | 26 de setembre del 1998 | LINEAR                               |
| (14604)               | 1998 SM115             | 26 de setembre del 1998 | LINEAR                               |
| (14605) Hyeyeonchoi   | 1998 SD123             | 26 de setembre del 1998 | LINEAR                               |
| (14606) Hifleischer   | 1998 SK125             | 26 de setembre del 1998 | LINEAR                               |
| (14607)               | 1998 SG132             | 26 de setembre del 1998 | LINEAR                               |
| (14608)               | 1998 SN135             | 26 de setembre del 1998 | LINEAR                               |
| (14609)               | 1998 SW145             | 20 de setembre del 1998 | E. W. Elst                           |
| (14610)               | 1998 SE146             | 20 de setembre del 1998 | E. W. Elst                           |
| (14611)               | 1998 SA148             | 20 de setembre del 1998 | E. W. Elst                           |
| (14612) Irtish        | 1998 SG164             | 18 de setembre del 1998 | E. W. Elst                           |
| (14613) Sanchez       | 1998 TP2               | 13 d'octubre del 1998   | ODAS                                 |
| (14614)               | 1998 TX2               | 13 d'octubre del 1998   | ODAS                                 |
| (14615)               | 1998 TR5               | 13 d'octubre del 1998   | K. Korlević                          |
| (14616) Van Gaal      | 1998 TK30              | 10 d'octubre del 1998   | LONEOS                               |
| (14617) Lasvergnas    | 1998 UA4               | 21 d'octubre del 1998   | ODAS                                 |
| (14618)               | 1998 UK7               | 22 d'octubre del 1998   | K. Korlević                          |
| (14619) Plotkin       | 1998 UF9               | 16 d'octubre del 1998   | Spacewatch                           |
| (14620)               | 1998 UP15              | 23 d'octubre del 1998   | K. Korlević                          |
| (14621) Tati          | 1998 UF18              | 22 d'octubre del 1998   | J. Broughton                         |
| (14622)               | 1998 UN18              | 28 d'octubre del 1998   | CSS                                  |
| (14623) Kamoun        | 1998 UE24              | 17 d'octubre del 1998   | LONEOS                               |
| (14624) Prymachenko   | 1998 UO24              | 18 d'octubre del 1998   | LONEOS                               |
| (14625)               | 1998 UH31              | 18 d'octubre del 1998   | Beijing Schmidt CCD Asteroid Program |
| (14626)               | 1998 UP39              | 28 d'octubre del 1998   | LINEAR                               |
| (14627) Emilkowalski  | 1998 VA                | 7 de novembre del 1998  | R. A. Kowalski                       |
| (14628)               | 1998 VX18              | 10 de novembre del 1998 | LINEAR                               |
| (14629)               | 1998 VT30              | 10 de novembre del 1998 | LINEAR                               |
| (14630)               | 1998 VQ31              | 10 de novembre del 1998 | LINEAR                               |
| (14631)               | 1998 VS32              | 15 de novembre del 1998 | CSS                                  |
| (14632) Flensburg     | 1998 VY33              | 11 de novembre del 1998 | N. Ehring                            |
| (14633)               | 1998 VY34              | 12 de novembre del 1998 | S. Ueda, H. Kaneda                   |
| (14634)               | 1998 VE37              | 10 de novembre del 1998 | LINEAR                               |
| (14635)               | 1998 VO38              | 10 de novembre del 1998 | LINEAR                               |
| (14636)               | 1998 VD44              | 15 de novembre del 1998 | K. Korlević                          |
| (14637)               | 1998 WN1               | 18 de novembre del 1998 | T. Kobayashi                         |
| (14638)               | 1998 WQ1               | 18 de novembre del 1998 | T. Kobayashi                         |
| (14639)               | 1998 WK3               | 19 de novembre del 1998 | T. Kobayashi                         |
| (14640)               | 1998 WF4               | 18 de novembre del 1998 | S. Ueda, H. Kaneda                   |
| (14641)               | 1998 WC6               | 18 de novembre del 1998 | S. Ueda, H. Kaneda                   |
| (14642)               | 1998 WF24              | 25 de novembre del 1998 | N. Kawasato                          |
| (14643) Morata        | 1998 WZ30              | 24 de novembre del 1998 | R. Roy                               |
| (14644)               | 1998 XR3               | 9 de desembre del 1998  | T. Kobayashi                         |
| (14645)               | 1998 XR9               | 14 de desembre del 1998 | K. Korlević                          |
| (14646)               | 1998 XO28              | 14 de desembre del 1998 | LINEAR                               |
| (14647)               | 1998 XG48              | 14 de desembre del 1998 | LINEAR                               |
| (14648)               | 1998 XV49              | 14 de desembre del 1998 | LINEAR                               |
| (14649)               | 1998 XW62              | 12 de desembre del 1998 | LINEAR                               |
| (14650)               | 1998 YD3               | 17 de desembre del 1998 | T. Kobayashi                         |
| (14651)               | 1998 YE5               | 18 de desembre del 1998 | ODAS                                 |
| (14652)               | 1998 YT8               | 17 de desembre del 1998 | Beijing Schmidt CCD Asteroid Program |
| (14653)               | 1998 YV11              | 26 de desembre del 1998 | T. Kobayashi                         |
| (14654) Rajivgupta    | 1998 YV16              | 22 de desembre del 1998 | Spacewatch                           |
| (14655)               | 1998 YJ22              | 21 de desembre del 1998 | Beijing Schmidt CCD Asteroid Program |
| (14656) Lijiang       | 1998 YN22              | 29 de desembre del 1998 | Beijing Schmidt CCD Asteroid Program |
| (14657)               | 1998 YU27              | 26 de desembre del 1998 | K. Korlević                          |
| (14658)               | 1999 AC10              | 13 de gener del 1999    | K. Korlević                          |
| (14659) Gregoriana    | 1999 AF24              | 15 de gener del 1999    | M. Tombelli, G. Forti                |
| (14660)               | 1999 BO1               | 16 de gener del 1999    | K. Korlević                          |
| (14661)               | 1999 BH10              | 23 de gener del 1999    | K. Korlević                          |
| (14662)               | 1999 BF12              | 22 de gener del 1999    | T. Kobayashi                         |
| (14663)               | 1999 BP25              | 18 de gener del 1999    | LINEAR                               |
| (14664) Vandervelden  | 1999 BY25              | 25 de gener del 1999    | T. Urata                             |
| (14665)               | 1999 CC5               | 12 de febrer del 1999   | T. Urata                             |
| (14666)               | 1999 CG17              | 10 de febrer del 1999   | LINEAR                               |
| (14667)               | 1999 CS19              | 10 de febrer del 1999   | LINEAR                               |
| (14668)               | 1999 CB67              | 12 de febrer del 1999   | LINEAR                               |
| (14669) Beletic       | 1999 DC                | 16 de febrer del 1999   | ODAS                                 |
| (14670)               | 1999 JG53              | 10 de maig del 1999     | LINEAR                               |
| (14671)               | 1999 RM49              | 7 de setembre del 1999  | LINEAR                               |
| (14672)               | 1999 RO94              | 7 de setembre del 1999  | LINEAR                               |
| (14673)               | 1999 RK169             | 9 de setembre del 1999  | LINEAR                               |
| (14674)               | 1999 UD5               | 29 d'octubre del 1999   | CSS                                  |
| (14675)               | 1999 VS7               | 7 de novembre del 1999  | K. Korlević                          |
| (14676)               | 1999 WW7               | 29 de novembre del 1999 | K. Korlević                          |
| (14677)               | 1999 XZ                | 2 de desembre del 1999  | T. Kobayashi                         |
| (14678) Pinney        | 1999 XN33              | 6 de desembre del 1999  | LINEAR                               |
| (14679) Susanreed     | 1999 XN42              | 7 de desembre del 1999  | LINEAR                               |
| (14680)               | 1999 XV104             | 10 de desembre del 1999 | T. Kobayashi                         |
| (14681)               | 1999 XW108             | 4 de desembre del 1999  | CSS                                  |
| (14682)               | 1999 XY110             | 5 de desembre del 1999  | CSS                                  |
| (14683) Remy          | 1999 XG156             | 8 de desembre del 1999  | LINEAR                               |
| (14684) Reyes         | 1999 XQ167             | 10 de desembre del 1999 | LINEAR                               |
| (14685)               | 1999 XM172             | 10 de desembre del 1999 | LINEAR                               |
| (14686)               | 1999 XA174             | 10 de desembre del 1999 | LINEAR                               |
| (14687)               | 1999 YR13              | 30 de desembre del 1999 | K. Korlević, M. Jurić                |
| (14688)               | 2000 AJ2               | 3 de gener del 2000     | T. Kobayashi                         |
| (14689)               | 2000 AM2               | 3 de gener del 2000     | T. Kobayashi                         |
| (14690)               | 2000 AR25              | 3 de gener del 2000     | LINEAR                               |
| (14691)               | 2000 AK119             | 5 de gener del 2000     | LINEAR                               |
| (14692)               | 2000 AG133             | 3 de gener del 2000     | LINEAR                               |
| (14693) Selwyn        | 2000 AH144             | 5 de gener del 2000     | LINEAR                               |
| (14694) Skurat        | 2000 AR145             | 6 de gener del 2000     | LINEAR                               |
| (14695)               | 2000 AR200             | 9 de gener del 2000     | LINEAR                               |
| (14696) Lindawilliams | 2000 AW203             | 10 de gener del 2000    | LINEAR                               |
| (14697) Ronsawyer     | 2000 AO214             | 6 de gener del 2000     | Spacewatch                           |
| (14698) Scottyoung    | 2000 AT230             | 3 de gener del 2000     | Spacewatch                           |
| (14699) Klarasmi      | 2000 AV239             | 6 de gener del 2000     | LONEOS                               |
| (14700) Johnreid      | 2000 AC240             | 6 de gener del 2000     | LONEOS                               |

## 14701–14800
| Nom                 | Designació provisional | Data de descobriment    | Descobridor/s                                          |
| ------------------- | ---------------------- | ----------------------- | ------------------------------------------------------ |
| (14701)             | 2000 AO240             | 7 de gener del 2000     | LONEOS                                                 |
| (14702) Benclark    | 2000 AY242             | 7 de gener del 2000     | LONEOS                                                 |
| (14703)             | 2000 AX243             | 7 de gener del 2000     | LINEAR                                                 |
| (14704)             | 2000 CE2               | 2 de febrer del 2000    | T. Kobayashi                                           |
| (14705)             | 2000 CG2               | 2 de febrer del 2000    | T. Kobayashi                                           |
| (14706)             | 2000 CQ2               | 4 de febrer del 2000    | T. Kobayashi                                           |
| (14707)             | 2000 CC20              | 2 de febrer del 2000    | LINEAR                                                 |
| (14708) Slaven      | 2000 CU26              | 2 de febrer del 2000    | LINEAR                                                 |
| (14709)             | 2000 CO29              | 2 de febrer del 2000    | LINEAR                                                 |
| (14710)             | 2000 CC33              | 2 de febrer del 2000    | LINEAR                                                 |
| (14711)             | 2000 CG36              | 2 de febrer del 2000    | LINEAR                                                 |
| (14712)             | 2000 CO51              | 2 de febrer del 2000    | LINEAR                                                 |
| (14713)             | 2000 CS63              | 2 de febrer del 2000    | LINEAR                                                 |
| (14714)             | 2000 CQ65              | 4 de febrer del 2000    | LINEAR                                                 |
| (14715)             | 2000 CD71              | 7 de febrer del 2000    | LINEAR                                                 |
| (14716)             | 2000 CX81              | 4 de febrer del 2000    | LINEAR                                                 |
| (14717)             | 2000 CJ82              | 4 de febrer del 2000    | LINEAR                                                 |
| (14718)             | 2000 CX83              | 4 de febrer del 2000    | LINEAR                                                 |
| (14719) Sobey       | 2000 CB85              | 4 de febrer del 2000    | LINEAR                                                 |
| (14720)             | 2000 CQ85              | 4 de febrer del 2000    | LINEAR                                                 |
| (14721)             | 2000 CW91              | 6 de febrer del 2000    | LINEAR                                                 |
| (14722)             | 2000 CK92              | 6 de febrer del 2000    | LINEAR                                                 |
| (14723)             | 2000 CB93              | 6 de febrer del 2000    | LINEAR                                                 |
| (14724) SNO         | 2000 CA100             | 10 de febrer del 2000   | Spacewatch                                             |
| (14725)             | 2000 DC3               | 27 de febrer del 2000   | T. Kobayashi                                           |
| (14726)             | 2000 DD3               | 27 de febrer del 2000   | T. Kobayashi                                           |
| (14727) Suggs       | 2000 DU11              | 27 de febrer del 2000   | Spacewatch                                             |
| (14728)             | 2000 DY14              | 26 de febrer del 2000   | CSS                                                    |
| (14729)             | 2000 DK16              | 29 de febrer del 2000   | K. Korlević                                            |
| (14730)             | 2000 DS19              | 29 de febrer del 2000   | LINEAR                                                 |
| (14731)             | 2000 DY68              | 29 de febrer del 2000   | LINEAR                                                 |
| (14732)             | 2000 DX71              | 29 de febrer del 2000   | LINEAR                                                 |
| (14733)             | 2000 DV74              | 29 de febrer del 2000   | LINEAR                                                 |
| (14734) Susanstoker | 2000 DZ78              | 29 de febrer del 2000   | LINEAR                                                 |
| (14735)             | 2000 DV86              | 29 de febrer del 2000   | LINEAR                                                 |
| (14736)             | 2000 DW97              | 29 de febrer del 2000   | LINEAR                                                 |
| (14737)             | 2000 DU99              | 29 de febrer del 2000   | LINEAR                                                 |
| (14738)             | 2000 DW106             | 29 de febrer del 2000   | LINEAR                                                 |
| (14739)             | 2000 EF21              | 3 de març del 2000      | CSS                                                    |
| (14740)             | 2000 ED32              | 5 de març del 2000      | LINEAR                                                 |
| (14741)             | 2000 EQ49              | 9 de març del 2000      | LINEAR                                                 |
| (14742)             | 2000 EQ56              | 8 de març del 2000      | LINEAR                                                 |
| (14743)             | 2016 P-L               | 24 de setembre del 1960 | C. J. van Houten, I. van Houten-Groeneveld, T. Gehrels |
| (14744)             | 2092 P-L               | 26 de setembre del 1960 | C. J. van Houten, I. van Houten-Groeneveld, T. Gehrels |
| (14745)             | 2154 P-L               | 24 de setembre del 1960 | C. J. van Houten, I. van Houten-Groeneveld, T. Gehrels |
| (14746)             | 2164 P-L               | 26 de setembre del 1960 | C. J. van Houten, I. van Houten-Groeneveld, T. Gehrels |
| (14747)             | 2541 P-L               | 24 de setembre del 1960 | C. J. van Houten, I. van Houten-Groeneveld, T. Gehrels |
| (14748)             | 2620 P-L               | 24 de setembre del 1960 | C. J. van Houten, I. van Houten-Groeneveld, T. Gehrels |
| (14749)             | 2626 P-L               | 26 de setembre del 1960 | C. J. van Houten, I. van Houten-Groeneveld, T. Gehrels |
| (14750)             | 2654 P-L               | 24 de setembre del 1960 | C. J. van Houten, I. van Houten-Groeneveld, T. Gehrels |
| (14751)             | 2688 P-L               | 24 de setembre del 1960 | C. J. van Houten, I. van Houten-Groeneveld, T. Gehrels |
| (14752)             | 3005 P-L               | 24 de setembre del 1960 | C. J. van Houten, I. van Houten-Groeneveld, T. Gehrels |
| (14753)             | 4592 P-L               | 24 de setembre del 1960 | C. J. van Houten, I. van Houten-Groeneveld, T. Gehrels |
| (14754)             | 4806 P-L               | 24 de setembre del 1960 | C. J. van Houten, I. van Houten-Groeneveld, T. Gehrels |
| (14755)             | 6069 P-L               | 24 de setembre del 1960 | C. J. van Houten, I. van Houten-Groeneveld, T. Gehrels |
| (14756)             | 6232 P-L               | 24 de setembre del 1960 | C. J. van Houten, I. van Houten-Groeneveld, T. Gehrels |
| (14757)             | 6309 P-L               | 24 de setembre del 1960 | C. J. van Houten, I. van Houten-Groeneveld, T. Gehrels |
| (14758)             | 6519 P-L               | 24 de setembre del 1960 | C. J. van Houten, I. van Houten-Groeneveld, T. Gehrels |
| (14759)             | 6520 P-L               | 24 de setembre del 1960 | C. J. van Houten, I. van Houten-Groeneveld, T. Gehrels |
| (14760)             | 6595 P-L               | 24 de setembre del 1960 | C. J. van Houten, I. van Houten-Groeneveld, T. Gehrels |
| (14761)             | 6608 P-L               | 24 de setembre del 1960 | C. J. van Houten, I. van Houten-Groeneveld, T. Gehrels |
| (14762)             | 6647 P-L               | 26 de setembre del 1960 | C. J. van Houten, I. van Houten-Groeneveld, T. Gehrels |
| (14763)             | 6793 P-L               | 24 de setembre del 1960 | C. J. van Houten, I. van Houten-Groeneveld, T. Gehrels |
| (14764)             | 7072 P-L               | 17 d'octubre del 1960   | C. J. van Houten, I. van Houten-Groeneveld, T. Gehrels |
| (14765)             | 9519 P-L               | 17 d'octubre del 1960   | C. J. van Houten, I. van Houten-Groeneveld, T. Gehrels |
| (14766)             | 9594 P-L               | 17 d'octubre del 1960   | C. J. van Houten, I. van Houten-Groeneveld, T. Gehrels |
| (14767)             | 1137 T-1               | 25 de març del 1971     | C. J. van Houten, I. van Houten-Groeneveld, T. Gehrels |
| (14768)             | 1238 T-1               | 25 de març del 1971     | C. J. van Houten, I. van Houten-Groeneveld, T. Gehrels |
| (14769)             | 2175 T-1               | 25 de març del 1971     | C. J. van Houten, I. van Houten-Groeneveld, T. Gehrels |
| (14770)             | 2198 T-1               | 25 de març del 1971     | C. J. van Houten, I. van Houten-Groeneveld, T. Gehrels |
| (14771)             | 4105 T-1               | 26 de març del 1971     | C. J. van Houten, I. van Houten-Groeneveld, T. Gehrels |
| (14772)             | 4195 T-1               | 26 de març del 1971     | C. J. van Houten, I. van Houten-Groeneveld, T. Gehrels |
| (14773)             | 4264 T-1               | 26 de març del 1971     | C. J. van Houten, I. van Houten-Groeneveld, T. Gehrels |
| (14774)             | 4845 T-1               | 13 de maig del 1971     | C. J. van Houten, I. van Houten-Groeneveld, T. Gehrels |
| (14775)             | 1139 T-2               | 29 de setembre del 1973 | C. J. van Houten, I. van Houten-Groeneveld, T. Gehrels |
| (14776)             | 1282 T-2               | 29 de setembre del 1973 | C. J. van Houten, I. van Houten-Groeneveld, T. Gehrels |
| (14777)             | 2078 T-2               | 29 de setembre del 1973 | C. J. van Houten, I. van Houten-Groeneveld, T. Gehrels |
| (14778)             | 2216 T-2               | 29 de setembre del 1973 | C. J. van Houten, I. van Houten-Groeneveld, T. Gehrels |
| (14779)             | 3072 T-2               | 30 de setembre del 1973 | C. J. van Houten, I. van Houten-Groeneveld, T. Gehrels |
| (14780)             | 1078 T-3               | 17 d'octubre del 1977   | C. J. van Houten, I. van Houten-Groeneveld, T. Gehrels |
| (14781)             | 1107 T-3               | 17 d'octubre del 1977   | C. J. van Houten, I. van Houten-Groeneveld, T. Gehrels |
| (14782)             | 3149 T-3               | 16 d'octubre del 1977   | C. J. van Houten, I. van Houten-Groeneveld, T. Gehrels |
| (14783)             | 3152 T-3               | 16 d'octubre del 1977   | C. J. van Houten, I. van Houten-Groeneveld, T. Gehrels |
| (14784)             | 3268 T-3               | 16 d'octubre del 1977   | C. J. van Houten, I. van Houten-Groeneveld, T. Gehrels |
| (14785)             | 3508 T-3               | 16 d'octubre del 1977   | C. J. van Houten, I. van Houten-Groeneveld, T. Gehrels |
| (14786)             | 4052 T-3               | 16 d'octubre del 1977   | C. J. van Houten, I. van Houten-Groeneveld, T. Gehrels |
| (14787)             | 5038 T-3               | 16 d'octubre del 1977   | C. J. van Houten, I. van Houten-Groeneveld, T. Gehrels |
| (14788)             | 5172 T-3               | 16 d'octubre del 1977   | C. J. van Houten, I. van Houten-Groeneveld, T. Gehrels |
| (14789) GAISH       | 1969 TY1               | 8 d'octubre del 1969    | L. I. Chernykh                                         |
| (14790) Beletskij   | 1970 OF                | 30 de juliol del 1970   | T. M. Smirnova                                         |
| (14791) Atreus      | 1973 SU                | 19 de setembre del 1973 | C. J. van Houten, I. van Houten-Groeneveld, T. Gehrels |
| (14792) Thyestes    | 1973 SG1               | 24 de setembre del 1973 | C. J. van Houten, I. van Houten-Groeneveld, T. Gehrels |
| (14793)             | 1975 SE2               | 30 de setembre del 1975 | S. J. Bus                                              |
| (14794)             | 1976 SD5               | 24 de setembre del 1976 | Nikolai Txernikh                                       |
| (14795) Syoyou      | 1977 EE7               | 12 de març del 1977     | H. Kosai, K. Hurukawa                                  |
| (14796)             | 1977 XF2               | 7 de desembre del 1977  | S. J. Bus                                              |
| (14797)             | 1977 XZ2               | 7 de desembre del 1977  | S. J. Bus                                              |
| (14798)             | 1978 UW4               | 27 d'octubre del 1978   | C. M. Olmstead                                         |
| (14799)             | 1979 MS2               | 25 de juny del 1979     | E. F. Helin, S. J. Bus                                 |
| (14800)             | 1979 MP4               | 25 de juny del 1979     | E. F. Helin, S. J. Bus                                 |

## 14801–14900
| Nom                 | Designació provisional | Data de descobriment    | Descobridor/s                    |
| ------------------- | ---------------------- | ----------------------- | -------------------------------- |
| (14801)             | 1980 PE3               | 15 d'agost del 1980     | Royal Observatory Edinburgh      |
| (14802)             | 1981 DJ2               | 28 de febrer del 1981   | S. J. Bus                        |
| (14803)             | 1981 EL7               | 1 de març del 1981      | S. J. Bus                        |
| (14804)             | 1981 EW13              | 1 de març del 1981      | S. J. Bus                        |
| (14805)             | 1981 ED15              | 1 de març del 1981      | S. J. Bus                        |
| (14806)             | 1981 EV25              | 2 de març del 1981      | S. J. Bus                        |
| (14807)             | 1981 EN26              | 2 de març del 1981      | S. J. Bus                        |
| (14808)             | 1981 EV27              | 2 de març del 1981      | S. J. Bus                        |
| (14809)             | 1981 ES28              | 6 de març del 1981      | S. J. Bus                        |
| (14810)             | 1981 EM31              | 2 de març del 1981      | S. J. Bus                        |
| (14811)             | 1981 ED43              | 2 de març del 1981      | S. J. Bus                        |
| (14812)             | 1981 JR1               | 9 de maig del 1981      | Felix Aguilar Observatory        |
| (14813)             | 1981 QW2               | 23 d'agost del 1981     | H. Debehogne                     |
| (14814) Gurij       | 1981 RL2               | 7 de setembre del 1981  | L. G. Karachkina                 |
| (14815) Rutberg     | 1981 TH3               | 7 d'octubre del 1981    | T. M. Smirnova                   |
| (14816)             | 1981 UQ22              | 24 d'octubre del 1981   | S. J. Bus                        |
| (14817)             | 1982 FJ3               | 21 de març del 1982     | H. Debehogne                     |
| (14818)             | 1982 UF7               | 21 d'octubre del 1982   | L. G. Karachkina                 |
| (14819)             | 1982 UC11              | 25 d'octubre del 1982   | L. V. Zhuravleva                 |
| (14820) Aizuyaichi  | 1982 VF4               | 14 de novembre del 1982 | H. Kosai, K. Hurukawa            |
| (14821) Motaeno     | 1982 VG4               | 14 de novembre del 1982 | H. Kosai, K. Hurukawa            |
| (14822)             | 1984 SR5               | 21 de setembre del 1984 | H. Debehogne                     |
| (14823)             | 1984 ST5               | 21 de setembre del 1984 | H. Debehogne                     |
| (14824)             | 1985 CF2               | 13 de febrer del 1985   | H. Debehogne                     |
| (14825)             | 1985 RQ                | 14 de setembre del 1985 | E. Bowell                        |
| (14826) Nicollier   | 1985 SC1               | 16 de setembre del 1985 | P. Wild                          |
| (14827) Hypnos      | 1986 JK                | 5 de maig del 1986      | C. S. Shoemaker, E. M. Shoemaker |
| (14828)             | 1986 QT1               | 27 d'agost del 1986     | H. Debehogne                     |
| (14829) Povalyaeva  | 1986 TR11              | 3 d'octubre del 1986    | L. G. Karachkina                 |
| (14830)             | 1986 XR5               | 5 de desembre del 1986  | Oak Ridge Observatory            |
| (14831) Gentileschi | 1987 BS1               | 22 de gener del 1987    | E. W. Elst                       |
| (14832) Alechinsky  | 1987 QC3               | 27 d'agost del 1987     | E. W. Elst                       |
| (14833)             | 1987 SP1               | 21 de setembre del 1987 | E. Bowell                        |
| (14834)             | 1987 SR17              | 17 de setembre del 1987 | L. I. Chernykh                   |
| (14835) Holdridge   | 1987 WF1               | 26 de novembre del 1987 | C. S. Shoemaker, E. M. Shoemaker |
| (14836) Maxfrisch   | 1988 CY                | 14 de febrer del 1988   | F. Börngen                       |
| (14837)             | 1988 RN2               | 8 de setembre del 1988  | P. Jensen                        |
| (14838)             | 1988 RK6               | 6 de setembre del 1988  | H. Debehogne                     |
| (14839)             | 1988 RH8               | 11 de setembre del 1988 | V. G. Shkodrov                   |
| (14840)             | 1988 RR11              | 14 de setembre del 1988 | S. J. Bus                        |
| (14841)             | 1988 TU                | 13 d'octubre del 1988   | S. Ueda, H. Kaneda               |
| (14842)             | 1988 TN1               | 13 d'octubre del 1988   | S. Ueda, H. Kaneda               |
| (14843)             | 1988 VP3               | 12 de novembre del 1988 | Y. Oshima                        |
| (14844)             | 1988 VT3               | 14 de novembre del 1988 | S. Ueda, H. Kaneda               |
| (14845) Hegel       | 1988 VS6               | 3 de novembre del 1988  | F. Börngen                       |
| (14846) Lampedusa   | 1989 BH                | 29 de gener del 1989    | Osservatorio San Vittore         |
| (14847)             | 1989 CY2               | 4 de febrer del 1989    | E. W. Elst                       |
| (14848)             | 1989 GK1               | 3 d'abril del 1989      | E. W. Elst                       |
| (14849)             | 1989 GQ1               | 3 d'abril del 1989      | E. W. Elst                       |
| (14850)             | 1989 QH                | 29 d'agost del 1989     | K. Endate, K. Watanabe           |
| (14851)             | 1989 SD                | 23 de setembre del 1989 | Y. Mizuno, T. Furuta             |
| (14852)             | 1989 SE                | 23 de setembre del 1989 | Y. Mizuno, T. Furuta             |
| (14853)             | 1989 SX                | 30 de setembre del 1989 | K. Endate, K. Watanabe           |
| (14854)             | 1989 SO1               | 26 de setembre del 1989 | E. W. Elst                       |
| (14855)             | 1989 SP9               | 25 de setembre del 1989 | H. Debehogne                     |
| (14856)             | 1989 SY13              | 26 de setembre del 1989 | J. M. Baur, K. Birkle            |
| (14857)             | 1989 TT                | 1 d'octubre del 1989    | E. F. Helin                      |
| (14858)             | 1989 UW3               | 27 d'octubre del 1989   | E. F. Helin                      |
| (14859)             | 1989 WU1               | 25 de novembre del 1989 | S. Ueda, H. Kaneda               |
| (14860)             | 1989 WD3               | 27 de novembre del 1989 | Y. Oshima                        |
| (14861)             | 1990 DA2               | 24 de febrer del 1990   | H. Debehogne                     |
| (14862)             | 1990 EQ2               | 2 de març del 1990      | E. W. Elst                       |
| (14863)             | 1990 OK                | 18 de juliol del 1990   | E. F. Helin                      |
| (14864)             | 1990 QK4               | 23 d'agost del 1990     | H. E. Holt                       |
| (14865)             | 1990 QE7               | 20 d'agost del 1990     | E. W. Elst                       |
| (14866)             | 1990 RF1               | 14 de setembre del 1990 | H. E. Holt                       |
| (14867)             | 1990 RW4               | 15 de setembre del 1990 | H. E. Holt                       |
| (14868)             | 1990 RA7               | 13 de setembre del 1990 | H. Debehogne                     |
| (14869)             | 1990 ST8               | 22 de setembre del 1990 | E. W. Elst                       |
| (14870)             | 1990 SM14              | 24 de setembre del 1990 | H. Debehogne                     |
| (14871) Pyramus     | 1990 TH7               | 13 d'octubre del 1990   | L. D. Schmadel, F. Börngen       |
| (14872) Hoher List  | 1990 UR                | 23 d'octubre del 1990   | E. W. Elst                       |
| (14873) Shoyo       | 1990 UQ2               | 28 d'octubre del 1990   | K. Kawanishi, M. Sugano          |
| (14874)             | 1990 US4               | 16 d'octubre del 1990   | E. W. Elst                       |
| (14875)             | 1990 WZ1               | 18 de novembre del 1990 | E. W. Elst                       |
| (14876)             | 1990 WD2               | 18 de novembre del 1990 | E. W. Elst                       |
| (14877) Zauberflote | 1990 WC9               | 19 de novembre del 1990 | E. W. Elst                       |
| (14878)             | 1990 WE9               | 19 de novembre del 1990 | E. W. Elst                       |
| (14879)             | 1991 AL2               | 7 de gener del 1991     | R. H. McNaught                   |
| (14880)             | 1991 CJ1               | 7 de febrer del 1991    | T. Seki                          |
| (14881)             | 1991 PK                | 5 d'agost del 1991      | H. E. Holt                       |
| (14882)             | 1991 PP11              | 9 d'agost del 1991      | H. E. Holt                       |
| (14883)             | 1991 PT11              | 7 d'agost del 1991      | H. E. Holt                       |
| (14884)             | 1991 PH16              | 7 d'agost del 1991      | H. E. Holt                       |
| (14885)             | 1991 RF2               | 6 de setembre del 1991  | E. W. Elst                       |
| (14886)             | 1991 RL9               | 11 de setembre del 1991 | H. E. Holt                       |
| (14887)             | 1991 RQ14              | 15 de setembre del 1991 | H. E. Holt                       |
| (14888)             | 1991 SN1               | 30 de setembre del 1991 | K. Endate, K. Watanabe           |
| (14889)             | 1991 VX2               | 5 de novembre del 1991  | A. Sugie                         |
| (14890)             | 1991 VG3               | 4 de novembre del 1991  | E. F. Helin                      |
| (14891)             | 1991 VY4               | 5 de novembre del 1991  | S. Otomo                         |
| (14892)             | 1991 VE5               | 4 de novembre del 1991  | S. Otomo                         |
| (14893)             | 1992 DN6               | 29 de febrer del 1992   | UESAC                            |
| (14894)             | 1992 EA8               | 2 de març del 1992      | UESAC                            |
| (14895)             | 1992 EJ24              | 2 de març del 1992      | UESAC                            |
| (14896)             | 1992 EB26              | 8 de març del 1992      | UESAC                            |
| (14897)             | 1992 GE5               | 6 d'abril del 1992      | E. W. Elst                       |
| (14898)             | 1992 JR3               | 7 de maig del 1992      | H. Debehogne                     |
| (14899)             | 1992 LS                | 3 de juny del 1992      | G. J. Leonard                    |
| (14900)             | 1992 RH5               | 2 de setembre del 1992  | E. W. Elst                       |

## 14901–15000
| Nom                    | Designació provisional | Data de descobriment    | Descobridor/s                        |
| ---------------------- | ---------------------- | ----------------------- | ------------------------------------ |
| (14901)                | 1992 SH                | 21 de setembre del 1992 | M. Yanai, K. Watanabe                |
| (14902) Miyairi        | 1993 BE2               | 17 de gener del 1993    | Y. Kushida, O. Muramatsu             |
| (14903)                | 1993 DF2               | 25 de febrer del 1993   | S. Ueda, H. Kaneda                   |
| (14904)                | 1993 FM14              | 17 de març del 1993     | UESAC                                |
| (14905)                | 1993 FV27              | 21 de març del 1993     | UESAC                                |
| (14906)                | 1993 NJ1               | 12 de juliol del 1993   | E. W. Elst                           |
| (14907)                | 1993 OF3               | 20 de juliol del 1993   | E. W. Elst                           |
| (14908)                | 1993 OQ4               | 20 de juliol del 1993   | E. W. Elst                           |
| (14909) Kamtxatka      | 1993 PY3               | 14 d'agost del 1993     | E. W. Elst                           |
| (14910)                | 1993 QR4               | 18 d'agost del 1993     | E. W. Elst                           |
| (14911)                | 1993 RH2               | 15 de setembre del 1993 | K. Endate, K. Watanabe               |
| (14912)                | 1993 RP3               | 12 de setembre del 1993 | PCAS                                 |
| (14913)                | 1993 RP7               | 15 de setembre del 1993 | E. W. Elst                           |
| (14914)                | 1993 TM26              | 9 d'octubre del 1993    | E. W. Elst                           |
| (14915)                | 1993 UM8               | 20 d'octubre del 1993   | E. W. Elst                           |
| (14916)                | 1993 VV7               | 10 de novembre del 1993 | G. J. Garradd                        |
| (14917) Taco           | 1994 AD11              | 8 de gener del 1994     | Spacewatch                           |
| (14918)                | 1994 BP4               | 21 de gener del 1994    | O. A. Naranjo                        |
| (14919) Robertohaver   | 1994 PG                | 6 d'agost del 1994      | A. Boattini, M. Tombelli             |
| (14920)                | 1994 PE33              | 12 d'agost del 1994     | E. W. Elst                           |
| (14921)                | 1994 QA                | 16 d'agost del 1994     | G. J. Garradd                        |
| (14922)                | 1994 TA3               | 2 d'octubre del 1994    | K. Endate, K. Watanabe               |
| (14923)                | 1994 TU3               | 7 d'octubre del 1994    | K. J. Lawrence                       |
| (14924)                | 1994 VZ                | 3 de novembre del 1994  | Y. Shimizu, T. Urata                 |
| (14925)                | 1994 VU2               | 4 de novembre del 1994  | K. Endate, K. Watanabe               |
| (14926)                | 1994 VB3               | 4 de novembre del 1994  | K. Endate, K. Watanabe               |
| (14927)                | 1994 VW6               | 1 de novembre del 1994  | K. Endate, K. Watanabe               |
| (14928)                | 1994 WN1               | 27 de novembre del 1994 | T. Kobayashi                         |
| (14929)                | 1994 WP1               | 27 de novembre del 1994 | T. Kobayashi                         |
| (14930)                | 1994 WL3               | 28 de novembre del 1994 | S. Ueda, H. Kaneda                   |
| (14931)                | 1994 WR3               | 27 de novembre del 1994 | F. Uto                               |
| (14932)                | 1994 YC                | 24 de desembre del 1994 | T. Kobayashi                         |
| (14933)                | 1994 YX                | 28 de desembre del 1994 | T. Kobayashi                         |
| (14934)                | 1995 BP                | 23 de gener del 1995    | T. Kobayashi                         |
| (14935)                | 1995 BP1               | 25 de gener del 1995    | T. Kobayashi                         |
| (14936)                | 1995 BU2               | 27 de gener del 1995    | Y. Shimizu, T. Urata                 |
| (14937) Thirsk         | 1995 CP3               | 1 de febrer del 1995    | Spacewatch                           |
| (14938)                | 1995 DN                | 21 de febrer del 1995   | T. Kobayashi                         |
| (14939) Norikura       | 1995 DG1               | 21 de febrer del 1995   | A. Nakamura                          |
| (14940) Freiligrath    | 1995 EL8               | 4 de març del 1995      | F. Börngen                           |
| (14941) Tomswift       | 1995 FY2               | 23 de març del 1995     | Spacewatch                           |
| (14942) Stevebaker     | 1995 MA                | 21 de juny del 1995     | AMOS                                 |
| (14943)                | 1995 VD19              | 15 de novembre del 1995 | Beijing Schmidt CCD Asteroid Program |
| (14944)                | 1995 YV                | 19 de desembre del 1995 | T. Kobayashi                         |
| (14945)                | 1995 YM3               | 27 de desembre del 1995 | T. Kobayashi                         |
| (14946)                | 1996 AN2               | 13 de gener del 1996    | T. Kobayashi                         |
| (14947) Luigibussolino | 1996 AB4               | 15 de gener del 1996    | M. Tombelli, U. Munari               |
| (14948)                | 1996 BA                | 16 de gener del 1996    | Kleť                                 |
| (14949)                | 1996 BA2               | 24 de gener del 1996    | T. Kobayashi                         |
| (14950)                | 1996 BE2               | 18 de gener del 1996    | S. Ueda, H. Kaneda                   |
| (14951)                | 1996 BS2               | 26 de gener del 1996    | T. Kobayashi                         |
| (14952)                | 1996 CQ                | 1 de febrer del 1996    | Beijing Schmidt CCD Asteroid Program |
| (14953) Bevilacqua     | 1996 CB3               | 13 de febrer del 1996   | M. Tombelli, G. Forti                |
| (14954)                | 1996 DL                | 16 de febrer del 1996   | NEAT                                 |
| (14955)                | 1996 DX                | 21 de febrer del 1996   | T. Kobayashi                         |
| (14956)                | 1996 DB1               | 22 de febrer del 1996   | T. Kobayashi                         |
| (14957)                | 1996 HQ22              | 20 d'abril del 1996     | E. W. Elst                           |
| (14958)                | 1996 JK1               | 15 de maig del 1996     | NEAT                                 |
| (14959) TRIUMF         | 1996 JT3               | 9 de maig del 1996      | Spacewatch                           |
| (14960) Yule           | 1996 KO                | 21 de maig del 1996     | P. G. Comba                          |
| (14961) d'Auteroche    | 1996 LV3               | 8 de juny del 1996      | E. W. Elst                           |
| (14962)                | 1996 TL15              | 9 d'octubre del 1996    | T. Okuni                             |
| (14963)                | 1996 TM15              | 11 d'octubre del 1996   | T. Okuni                             |
| (14964) Robertobacci   | 1996 VS                | 2 de novembre del 1996  | L. Tesi, G. Cattani                  |
| (14965) Bonk           | 1997 KC                | 24 de maig del 1997     | N. Ehring                            |
| (14966) Jurijvega      | 1997 OU2               | 30 de juliol del 1997   | H. Mikuž                             |
| (14967) Madrid         | 1997 PF4               | 6 d'agost del 1997      | A. López, R. Pacheco                 |
| (14968) Kubáček        | 1997 QG                | 23 d'agost del 1997     | A. Galád, A. Pravda                  |
| (14969) Willacather    | 1997 QC1               | 28 d'agost del 1997     | R. Linderholm                        |
| (14970)                | 1997 QA2               | 25 d'agost del 1997     | A. Sugie                             |
| (14971)                | 1997 QN3               | 30 d'agost del 1997     | ODAS                                 |
| (14972) Olihainaut     | 1997 QP3               | 30 d'agost del 1997     | ODAS                                 |
| (14973) Rossirosina    | 1997 RZ                | 1 de setembre del 1997  | A. Boattini                          |
| (14974) Počátky        | 1997 SK1               | 22 de setembre del 1997 | M. Tichý                             |
| (14975) Serasin        | 1997 SA3               | 24 de setembre del 1997 | Farra d'Isonzo                       |
| (14976) Josefčapek     | 1997 SD4               | 27 de setembre del 1997 | P. Pravec                            |
| (14977) Bressler       | 1997 SE4               | 26 de setembre del 1997 | E. Meyer                             |
| (14978)                | 1997 SD25              | 30 de setembre del 1997 | N. Kawasato                          |
| (14979)                | 1997 TK1               | 3 d'octubre del 1997    | ODAS                                 |
| (14980)                | 1997 TW9               | 5 d'octubre del 1997    | L. Šarounová                         |
| (14981)                | 1997 TY17              | 6 d'octubre del 1997    | K. Endate, K. Watanabe               |
| (14982)                | 1997 TH19              | 8 d'octubre del 1997    | T. Kagawa, T. Urata                  |
| (14983)                | 1997 TE25              | 12 d'octubre del 1997   | G. R. Viscome                        |
| (14984)                | 1997 TN26              | 11 d'octubre del 1997   | S. Ueda, H. Kaneda                   |
| (14985)                | 1997 UU2               | 25 d'octubre del 1997   | T. Urata                             |
| (14986)                | 1997 UJ3               | 26 d'octubre del 1997   | T. Kobayashi                         |
| (14987)                | 1997 UT3               | 26 d'octubre del 1997   | T. Kobayashi                         |
| (14988) Tryggvason     | 1997 UA7               | 25 d'octubre del 1997   | Spacewatch                           |
| (14989) Tutte          | 1997 UB7               | 25 d'octubre del 1997   | Spacewatch                           |
| (14990) Zermelo        | 1997 UY10              | 31 d'octubre del 1997   | P. G. Comba                          |
| (14991)                | 1997 UV14              | 31 d'octubre del 1997   | F. B. Zoltowski                      |
| (14992)                | 1997 UY14              | 26 d'octubre del 1997   | Y. Shimizu, T. Urata                 |
| (14993)                | 1997 UC15              | 26 d'octubre del 1997   | Y. Shimizu, T. Urata                 |
| (14994) Uppenkamp      | 1997 UW18              | 28 d'octubre del 1997   | Spacewatch                           |
| (14995) Archytas       | 1997 VY1               | 5 de novembre del 1997  | P. G. Comba                          |
| (14996)                | 1997 VY2               | 5 de novembre del 1997  | A. Sugie                             |
| (14997)                | 1997 VD4               | 1 de novembre del 1997  | S. Ueda, H. Kaneda                   |
| (14998)                | 1997 VU6               | 1 de novembre del 1997  | K. Endate, K. Watanabe               |
| (14999)                | 1997 VX8               | 9 de novembre del 1997  | M. Hirasawa, S. Suzuki               |
| (15000) CCD            | 1997 WZ16              | 23 de novembre del 1997 | Spacewatch                           |